# Lista över fornlämningar i Svenljunga kommun
Lista över fornlämningar i Svenljunga kommun är en förteckning av ett urval av de fornlämningar som finns i Svenljunga kommun.

## Hillared
| Namn          | Lämningstyp                 | Tillkomsttid | Historisk indelning     | Plats | Läge                 | ID-nr          | Bild                                 |
| ------------- | --------------------------- | ------------ | ----------------------- | ----- | -------------------- | -------------- | ------------------------------------ |
| Hillared 1:1  | Röse                        |              | Hillared, Västergötland |       | 57.616763, 13.140304 | 10168300010001 | Ladda upp en bild av detta fornminne |
| Hillared 1:2  | Röse                        |              | Hillared, Västergötland |       | 57.616710, 13.140089 | 10168300010002 | Ladda upp en bild av detta fornminne |
| Hillared 3:1  | Röse                        |              | Hillared, Västergötland |       | 57.626725, 13.137554 | 10168300030001 | Ladda upp en bild av detta fornminne |
| Hillared 4:1  | Röse                        |              | Hillared, Västergötland |       | 57.625152, 13.135652 | 10168300040001 | Ladda upp en bild av detta fornminne |
| Hillared 5:1  | Stenkrets                   |              | Hillared, Västergötland |       | 57.601836, 13.142060 | 10168300050001 | Ladda upp en bild av detta fornminne |
| Hillared 5:2  | Stensättning                |              | Hillared, Västergötland |       | 57.601745, 13.142005 | 10168300050002 | Ladda upp en bild av detta fornminne |
| Hillared 5:3  | Stensättning                |              | Hillared, Västergötland |       | 57.601641, 13.141951 | 10168300050003 | Ladda upp en bild av detta fornminne |
| Hillared 5:4  | Stensättning                |              | Hillared, Västergötland |       | 57.601531, 13.141991 | 10168300050004 | Ladda upp en bild av detta fornminne |
| Hillared 6:1  | Stenkrets                   |              | Hillared, Västergötland |       | 57.604499, 13.143977 | 10168300060001 | Ladda upp en bild av detta fornminne |
| Hillared 6:2  | Grav markerad av sten/block |              | Hillared, Västergötland |       | 57.604582, 13.143834 | 10168300060002 | Ladda upp en bild av detta fornminne |
| Hillared 7:1  | Röse                        |              | Hillared, Västergötland |       | 57.623911, 13.174228 | 10168300070001 | Ladda upp en bild av detta fornminne |
| Hillared 10:1 | Grav markerad av sten/block |              | Hillared, Västergötland |       | 57.623635, 13.182895 | 10168300100001 | Ladda upp en bild av detta fornminne |
| Hillared 11:1 | Stenkrets                   |              | Hillared, Västergötland |       | 57.623218, 13.181270 | 10168300110001 | Ladda upp en bild av detta fornminne |
| Hillared 11:2 | Stenkrets                   |              | Hillared, Västergötland |       | 57.623358, 13.181413 | 10168300110002 | Ladda upp en bild av detta fornminne |
| Hillared 11:3 | Grav markerad av sten/block |              | Hillared, Västergötland |       | 57.623421, 13.181514 | 10168300110003 | Ladda upp en bild av detta fornminne |
| Hillared 13:1 | Röse                        |              | Hillared, Västergötland |       | 57.623412, 13.172048 | 10168300130001 | Ladda upp en bild av detta fornminne |
| Hillared 14:1 | Röse                        |              | Hillared, Västergötland |       | 57.624754, 13.174549 | 10168300140001 | Ladda upp en bild av detta fornminne |
| Hillared 17:1 | Röse                        |              | Hillared, Västergötland |       | 57.609206, 13.147687 | 10168300170001 | Ladda upp en bild av detta fornminne |
| Hillared 18:1 | Gravfält                    |              | Hillared, Västergötland |       | 57.608926, 13.147017 | 10168300180001 | Ladda upp en bild av detta fornminne |
| Hillared 22:1 | Stensättning                |              | Hillared, Västergötland |       | 57.611957, 13.151689 | 10168300220001 | Ladda upp en bild av detta fornminne |
| Hillared 23:1 | Gravfält                    |              | Hillared, Västergötland |       | 57.633502, 13.181668 | 10168300230001 | Ladda upp en bild av detta fornminne |
| Hillared 27:1 | Röse                        |              | Hillared, Västergötland |       | 57.633279, 13.161119 | 10168300270001 | Ladda upp en bild av detta fornminne |
| Hillared 36:1 | Röse                        |              | Hillared, Västergötland |       | 57.655296, 13.196725 | 10168300360001 | Ladda upp en bild av detta fornminne |
| Hillared 37:1 | Stensättning                |              | Hillared, Västergötland |       | 57.655453, 13.195790 | 10168300370001 | Ladda upp en bild av detta fornminne |
| Hillared 45:1 | Stensättning                |              | Hillared, Västergötland |       | 57.626216, 13.181499 | 10168300450001 | Ladda upp en bild av detta fornminne |
| Hillared 46:1 | Hällristning                |              | Hillared, Västergötland |       | 57.631929, 13.184639 | 10168300460001 | Ladda upp en bild av detta fornminne |
| Hillared 50:1 | Hällristning                |              | Hillared, Västergötland |       | 57.620484, 13.160621 | 10168300500001 | Ladda upp en bild av detta fornminne |
| Hillared 63:1 | Stensättning                |              | Hillared, Västergötland |       | 57.645356, 13.188966 | 10168300630001 | Ladda upp en bild av detta fornminne |

## Holsljunga
| Namn            | Lämningstyp                 | Tillkomsttid | Historisk indelning       | Plats | Läge                 | ID-nr          | Bild                                 |
| --------------- | --------------------------- | ------------ | ------------------------- | ----- | -------------------- | -------------- | ------------------------------------ |
| Holsljunga 15:1 | Röse                        |              | Holsljunga, Västergötland |       | 57.415417, 13.020373 | 10168700150001 | Ladda upp en bild av detta fornminne |
| Holsljunga 17:1 | Stensättning                |              | Holsljunga, Västergötland |       | 57.424808, 12.980996 | 10168700170001 | Ladda upp en bild av detta fornminne |
| Holsljunga 20:1 | Röse                        |              | Holsljunga, Västergötland |       | 57.422049, 13.034198 | 10168700200001 | Ladda upp en bild av detta fornminne |
| Holsljunga 20:2 | Röse                        |              | Holsljunga, Västergötland |       | 57.422358, 13.034444 | 10168700200002 | Ladda upp en bild av detta fornminne |
| Holsljunga 21:1 | Röse                        |              | Holsljunga, Västergötland |       | 57.421890, 13.032199 | 10168700210001 | Ladda upp en bild av detta fornminne |
| Holsljunga 76:1 | Stensättning                |              | Holsljunga, Västergötland |       | 57.423278, 12.942047 | 10168700760001 | Ladda upp en bild av detta fornminne |
| Holsljunga 76:2 | Stensättning                |              | Holsljunga, Västergötland |       | 57.423366, 12.942300 | 10168700760002 | Ladda upp en bild av detta fornminne |
| Holsljunga 78:1 | Stensättning                |              | Holsljunga, Västergötland |       | 57.430703, 12.910114 | 10168700780001 | Ladda upp en bild av detta fornminne |
| Holsljunga 78:2 | Stensättning                |              | Holsljunga, Västergötland |       | 57.430629, 12.909927 | 10168700780002 | Ladda upp en bild av detta fornminne |
| Holsljunga 86:1 | Hällristning                |              | Holsljunga, Västergötland |       | 57.427761, 12.981611 | 10168700860001 | Ladda upp en bild av detta fornminne |
| Holsljunga 89:1 | Grav markerad av sten/block |              | Holsljunga, Västergötland |       | 57.447381, 12.952629 | 10168700890001 | Ladda upp en bild av detta fornminne |

## Håcksvik
| Namn                         | Lämningstyp                 | Tillkomsttid | Historisk indelning     | Plats | Läge                 | ID-nr          | Bild                                 |
| ---------------------------- | --------------------------- | ------------ | ----------------------- | ----- | -------------------- | -------------- | ------------------------------------ |
| Håcksvik 2:1                 | Gravfält                    |              | Håcksvik, Västergötland |       | 57.269989, 13.179994 | 10169600020001 | Ladda upp en bild av detta fornminne |
| Håcksvik 3:1                 | Röse                        |              | Håcksvik, Västergötland |       | 57.270633, 13.190203 | 10169600030001 | Ladda upp en bild av detta fornminne |
| Guldkistan (Håcksvik 5:1)    | Röse                        |              | Håcksvik, Västergötland |       | 57.257025, 13.253333 | 10169600050001 | Ladda upp en bild av detta fornminne |
| Håcksvik 7:1                 | Röse                        |              | Håcksvik, Västergötland |       | 57.349308, 13.125726 | 10169600070001 | Ladda upp en bild av detta fornminne |
| Håcksvik 7:2                 | Stensättning                |              | Håcksvik, Västergötland |       | 57.349440, 13.125675 | 10169600070002 | Ladda upp en bild av detta fornminne |
| Håcksvik 7:3                 | Stensättning                |              | Håcksvik, Västergötland |       | 57.349412, 13.125916 | 10169600070003 | Ladda upp en bild av detta fornminne |
| Håcksvik 9:1                 | Röse                        |              | Håcksvik, Västergötland |       | 57.348864, 13.123859 | 10169600090001 | Ladda upp en bild av detta fornminne |
| Håcksvik 9:2                 | Röse                        |              | Håcksvik, Västergötland |       | 57.348664, 13.124343 | 10169600090002 | Ladda upp en bild av detta fornminne |
| Håcksvik 10:1                | Stensättning                |              | Håcksvik, Västergötland |       | 57.344630, 13.137520 | 10169600100001 | Ladda upp en bild av detta fornminne |
| Håcksvik 11:1                | Stensättning                |              | Håcksvik, Västergötland |       | 57.335685, 13.140140 | 10169600110001 | Ladda upp en bild av detta fornminne |
| Håcksvik 11:2                | Stensättning                |              | Håcksvik, Västergötland |       | 57.335882, 13.139736 | 10169600110002 | Ladda upp en bild av detta fornminne |
| Håcksvik 11:3                | Stensättning                |              | Håcksvik, Västergötland |       | 57.336125, 13.139275 | 10169600110003 | Ladda upp en bild av detta fornminne |
| Håcksvik 15:1                | Gravfält                    |              | Håcksvik, Västergötland |       | 57.295586, 13.213000 | 10169600150001 | Ladda upp en bild av detta fornminne |
| Håcksvik 16:1                | Stensättning                |              | Håcksvik, Västergötland |       | 57.294633, 13.214320 | 10169600160001 | Ladda upp en bild av detta fornminne |
| Håcksvik 17:1                | Stensättning                |              | Håcksvik, Västergötland |       | 57.294772, 13.211665 | 10169600170001 | Ladda upp en bild av detta fornminne |
| Håcksvik 17:2                | Stensättning                |              | Håcksvik, Västergötland |       | 57.294929, 13.211843 | 10169600170002 | Ladda upp en bild av detta fornminne |
| Ise sten (Håcksvik 18:1)     | Grav markerad av sten/block |              | Håcksvik, Västergötland |       | 57.301865, 13.209604 | 10169600180001 | Ladda upp en bild av detta fornminne |
| Håcksvik 19:1                | Stensättning                |              | Håcksvik, Västergötland |       | 57.301848, 13.171531 | 10169600190001 | Ladda upp en bild av detta fornminne |
| Odens flisor (Håcksvik 22:1) | Grav markerad av sten/block |              | Håcksvik, Västergötland |       | 57.338824, 13.188045 | 10169600220001 | Ladda upp en bild av detta fornminne |
| Odens flisor (Håcksvik 22:2) | Grav markerad av sten/block |              | Håcksvik, Västergötland |       | 57.338867, 13.188198 | 10169600220002 | Ladda upp en bild av detta fornminne |
| Odens flisor (Håcksvik 22:3) | Grav markerad av sten/block |              | Håcksvik, Västergötland |       | 57.338910, 13.188337 | 10169600220003 | Ladda upp en bild av detta fornminne |
| Håcksvik 29:1                | Stenkrets                   |              | Håcksvik, Västergötland |       | 57.353361, 13.213815 | 10169600290001 | Ladda upp en bild av detta fornminne |
| Håcksvik 30:1                | Gravfält                    |              | Håcksvik, Västergötland |       | 57.352394, 13.207085 | 10169600300001 | Ladda upp en bild av detta fornminne |
| Håcksvik 32:1                | Stensättning                |              | Håcksvik, Västergötland |       | 57.343957, 13.138516 | 10169600320001 | Ladda upp en bild av detta fornminne |
| Håcksvik 33:1                | Röse                        |              | Håcksvik, Västergötland |       | 57.342688, 13.137233 | 10169600330001 | Ladda upp en bild av detta fornminne |
| Håcksvik 56:1                | Stensättning                |              | Håcksvik, Västergötland |       | 57.338818, 13.187709 | 10169600560001 | Ladda upp en bild av detta fornminne |
| Håcksvik 57:1                | Grav markerad av sten/block |              | Håcksvik, Västergötland |       | 57.341693, 13.184101 | 10169600570001 | Ladda upp en bild av detta fornminne |
| Håcksvik 61:1                | Stensättning                |              | Håcksvik, Västergötland |       | 57.336451, 13.209583 | 10169600610001 | Ladda upp en bild av detta fornminne |
| Håcksvik 61:2                | Stenkrets                   |              | Håcksvik, Västergötland |       | 57.336446, 13.209350 | 10169600610002 | Ladda upp en bild av detta fornminne |
| Håcksvik 61:3                | Stenkrets                   |              | Håcksvik, Västergötland |       | 57.336524, 13.209254 | 10169600610003 | Ladda upp en bild av detta fornminne |

## Kalv
| Namn                      | Lämningstyp  | Tillkomsttid | Historisk indelning | Plats | Läge                 | ID-nr          | Bild                                 |
| ------------------------- | ------------ | ------------ | ------------------- | ----- | -------------------- | -------------- | ------------------------------------ |
| Kalv 2:1                  | Stridsvärn   |              | Kalv, Västergötland |       | 57.179058, 13.144945 | 10170600020001 | Ladda upp en bild av detta fornminne |
| Kalv 5:1                  | Stensättning |              | Kalv, Västergötland |       | 57.258493, 13.096963 | 10170600050001 | Ladda upp en bild av detta fornminne |
| Kalv 6:1                  | Stenkrets    |              | Kalv, Västergötland |       | 57.260705, 13.071409 | 10170600060001 | Ladda upp en bild av detta fornminne |
| Kalv 6:2                  | Stenkrets    |              | Kalv, Västergötland |       | 57.260697, 13.071744 | 10170600060002 | Ladda upp en bild av detta fornminne |
| Kalv 9:1                  | Stensättning |              | Kalv, Västergötland |       | 57.216445, 13.094305 | 10170600090001 | Ladda upp en bild av detta fornminne |
| Kummeludden (Kalv 10:1)   | Gravfält     |              | Kalv, Västergötland |       | 57.245915, 13.145014 | 10170600100001 | Ladda upp en bild av detta fornminne |
| Göpudden (Kalv 11:1)      | Borg         |              | Kalv, Västergötland |       | 57.208179, 13.154631 | 10170600110001 | Ladda upp en bild av detta fornminne |
| Kalv 15:1                 | Röse         |              | Kalv, Västergötland |       | 57.199559, 13.050456 | 10170600150001 | Ladda upp en bild av detta fornminne |
| Kalv 22:1                 | Gravfält     |              | Kalv, Västergötland |       | 57.256835, 13.063897 | 10170600220001 | Ladda upp en bild av detta fornminne |
| Penningaröret (Kalv 28:1) | Röse         |              | Kalv, Västergötland |       | 57.200269, 13.151375 | 10170600280001 | Ladda upp en bild av detta fornminne |
| Penningaröret (Kalv 28:2) | Röse         |              | Kalv, Västergötland |       | 57.200338, 13.151221 | 10170600280002 | Ladda upp en bild av detta fornminne |
| Penningaröret (Kalv 28:3) | Röse         |              | Kalv, Västergötland |       | 57.200413, 13.151364 | 10170600280003 | Ladda upp en bild av detta fornminne |
| Tranebäck (Kalv 58:1)     | Stensättning |              | Kalv, Västergötland |       | 57.246642, 13.103264 | 10170600580001 | Ladda upp en bild av detta fornminne |
| Forsborg (Kalv 65:1)      | Borg         |              | Kalv, Västergötland |       | 57.267137, 13.064815 | 10170600650001 | Ladda upp en bild av detta fornminne |
| Kalv 75:1                 | Hällristning |              | Kalv, Västergötland |       | 57.162041, 13.070248 | 10170600750001 | Ladda upp en bild av detta fornminne |

## Mjöbäck
| Namn         | Lämningstyp  | Tillkomsttid | Historisk indelning    | Plats | Läge                 | ID-nr          | Bild                                 |
| ------------ | ------------ | ------------ | ---------------------- | ----- | -------------------- | -------------- | ------------------------------------ |
| Mjöbäck 8:1  | Röse         |              | Mjöbäck, Västergötland |       | 57.301791, 12.855615 | 10173500080001 | Ladda upp en bild av detta fornminne |
| Mjöbäck 9:1  | Hög          |              | Mjöbäck, Västergötland |       | 57.310672, 12.878574 | 10173500090001 | Ladda upp en bild av detta fornminne |
| Mjöbäck 9:2  | Stensättning |              | Mjöbäck, Västergötland |       | 57.310582, 12.878926 | 10173500090002 | Ladda upp en bild av detta fornminne |
| Mjöbäck 61:1 | Stensättning |              | Mjöbäck, Västergötland |       | 57.279628, 12.878021 | 10173500610001 | Ladda upp en bild av detta fornminne |

## Mårdaklev
| Namn                              | Lämningstyp    | Tillkomsttid | Historisk indelning      | Plats | Läge                 | ID-nr          | Bild                                 |
| --------------------------------- | -------------- | ------------ | ------------------------ | ----- | -------------------- | -------------- | ------------------------------------ |
| Gamla Strömsholm (Mårdaklev 2:1)  | Röse           |              | Mårdaklev, Västergötland |       | 57.287127, 13.008029 | 10174100020001 | Ladda upp en bild av detta fornminne |
| Gamla Strömsholm (Mårdaklev 3:1)  | Stensättning   |              | Mårdaklev, Västergötland |       | 57.286450, 13.007505 | 10174100030001 | Ladda upp en bild av detta fornminne |
| Gamla Strömsholm (Mårdaklev 3:2)  | Stensättning   |              | Mårdaklev, Västergötland |       | 57.286603, 13.007535 | 10174100030002 | Ladda upp en bild av detta fornminne |
| Mårdaklev 4:1                     | Röse           |              | Mårdaklev, Västergötland |       | 57.251071, 12.999792 | 10174100040001 | Ladda upp en bild av detta fornminne |
| Mårdaklev 4:2                     | Röse           |              | Mårdaklev, Västergötland |       | 57.250951, 12.999820 | 10174100040002 | Ladda upp en bild av detta fornminne |
| Mårdaklev 4:3                     | Stensättning   |              | Mårdaklev, Västergötland |       | 57.250839, 12.999814 | 10174100040003 | Ladda upp en bild av detta fornminne |
| Mårdaklev 7:1                     | Fästning/skans |              | Mårdaklev, Västergötland |       | 57.256513, 12.988743 | 10174100070001 | Ladda upp en bild av detta fornminne |
| Mårdaklev 9:1                     | Röse           |              | Mårdaklev, Västergötland |       | 57.177305, 12.934211 | 10174100090001 | Ladda upp en bild av detta fornminne |
| Mårdaklev 11:1                    | Röse           |              | Mårdaklev, Västergötland |       | 57.178591, 12.934618 | 10174100110001 | Ladda upp en bild av detta fornminne |
| Mårdaklev 12:1                    | Stensättning   |              | Mårdaklev, Västergötland |       | 57.179319, 12.935369 | 10174100120001 | Ladda upp en bild av detta fornminne |
| Mårdaklev 13:1                    | Gravfält       |              | Mårdaklev, Västergötland |       | 57.178971, 12.932574 | 10174100130001 | Ladda upp en bild av detta fornminne |
| Mårdaklev 14:1                    | Röse           |              | Mårdaklev, Västergötland |       | 57.182366, 12.939487 | 10174100140001 | Ladda upp en bild av detta fornminne |
| Mårdaklev 17:1                    | Röse           |              | Mårdaklev, Västergötland |       | 57.233676, 12.965108 | 10174100170001 | Ladda upp en bild av detta fornminne |
| Mårdaklev 18:1                    | Röse           |              | Mårdaklev, Västergötland |       | 57.231466, 12.964771 | 10174100180001 | Ladda upp en bild av detta fornminne |
| Mårdaklev 19:1                    | Röse           |              | Mårdaklev, Västergötland |       | 57.231095, 12.964986 | 10174100190001 | Ladda upp en bild av detta fornminne |
| Mårdaklev 20:1                    | Röse           |              | Mårdaklev, Västergötland |       | 57.241207, 12.972901 | 10174100200001 | Ladda upp en bild av detta fornminne |
| Mårdaklev 21:1                    | Röse           |              | Mårdaklev, Västergötland |       | 57.243448, 12.974777 | 10174100210001 | Ladda upp en bild av detta fornminne |
| Mårdaklev 23:2                    | Röse           |              | Mårdaklev, Västergötland |       | 57.235504, 12.970516 | 10174100230002 | Ladda upp en bild av detta fornminne |
| Mårdaklev 23:3                    | Röse           |              | Mårdaklev, Västergötland |       | 57.235016, 12.969713 | 10174100230003 | Ladda upp en bild av detta fornminne |
| Mårdaklev 24:1                    | Fästning/skans |              | Mårdaklev, Västergötland |       | 57.256725, 12.986361 | 10174100240001 | Ladda upp en bild av detta fornminne |
| Mårdaklev 28:1                    | Stensättning   |              | Mårdaklev, Västergötland |       | 57.266399, 12.945026 | 10174100280001 | Ladda upp en bild av detta fornminne |
| Skansen (Mårdaklev 30:1)          | Fästning/skans |              | Mårdaklev, Västergötland |       | 57.247834, 12.984476 | 10174100300001 | Ladda upp en bild av detta fornminne |
| Mårdaklev 40:1                    | Stensättning   |              | Mårdaklev, Västergötland |       | 57.267680, 12.989071 | 10174100400001 | Ladda upp en bild av detta fornminne |
| Gamla Strömsholm (Mårdaklev 42:1) | Stensättning   |              | Mårdaklev, Västergötland |       | 57.285943, 13.007289 | 10174100420001 | Ladda upp en bild av detta fornminne |
| Mårdaklev 84:1                    | Stensättning   |              | Mårdaklev, Västergötland |       | 57.266448, 12.989446 | 10174100840001 | Ladda upp en bild av detta fornminne |

## Redslared
| Namn                         | Lämningstyp                 | Tillkomsttid | Historisk indelning      | Plats | Läge                 | ID-nr          | Bild                                 |
| ---------------------------- | --------------------------- | ------------ | ------------------------ | ----- | -------------------- | -------------- | ------------------------------------ |
| Redslared 1:1                | Röse                        |              | Redslared, Västergötland |       | 57.515259, 12.941961 | 10175200010001 | Ladda upp en bild av detta fornminne |
| Redslared 2:1                | Röse                        |              | Redslared, Västergötland |       | 57.499825, 12.933167 | 10175200020001 | Ladda upp en bild av detta fornminne |
| Redslared 3:1                | Stensättning                |              | Redslared, Västergötland |       | 57.498898, 12.939102 | 10175200030001 | Ladda upp en bild av detta fornminne |
| Redslared 4:1                | Stensättning                |              | Redslared, Västergötland |       | 57.506712, 12.956930 | 10175200040001 | Ladda upp en bild av detta fornminne |
| Redslared 5:1                | Röse                        |              | Redslared, Västergötland |       | 57.503470, 12.960766 | 10175200050001 | Ladda upp en bild av detta fornminne |
| Redslared 6:1                | Röse                        |              | Redslared, Västergötland |       | 57.500284, 12.968086 | 10175200060001 | Ladda upp en bild av detta fornminne |
| Redslared 7:1                | Röse                        |              | Redslared, Västergötland |       | 57.499331, 12.968447 | 10175200070001 | Ladda upp en bild av detta fornminne |
| Redslared 8:1                | Röse                        |              | Redslared, Västergötland |       | 57.506781, 12.976025 | 10175200080001 | Ladda upp en bild av detta fornminne |
| Redslared 9:1                | Röse                        |              | Redslared, Västergötland |       | 57.504754, 12.969404 | 10175200090001 | Ladda upp en bild av detta fornminne |
| Redslared 9:2                | Röse                        |              | Redslared, Västergötland |       | 57.504571, 12.969422 | 10175200090002 | Ladda upp en bild av detta fornminne |
| Redslared 11:1               | Röse                        |              | Redslared, Västergötland |       | 57.501291, 12.969694 | 10175200110001 | Ladda upp en bild av detta fornminne |
| Redslared 13:1               | Stenkrets                   |              | Redslared, Västergötland |       | 57.497151, 13.012992 | 10175200130001 | Ladda upp en bild av detta fornminne |
| Redslared 16:1               | Gravfält                    |              | Redslared, Västergötland |       | 57.474301, 12.927279 | 10175200160001 | Ladda upp en bild av detta fornminne |
| Redslared 20:1               | Stenkrets                   |              | Redslared, Västergötland |       | 57.460581, 12.941003 | 10175200200001 | Ladda upp en bild av detta fornminne |
| Redslared 20:2               | Grav markerad av sten/block |              | Redslared, Västergötland |       | 57.460510, 12.941035 | 10175200200002 | Ladda upp en bild av detta fornminne |
| Redslared 21:1               | Stenkammargrav              |              | Redslared, Västergötland |       | 57.462736, 12.938441 | 10175200210001 | Ladda upp en bild av detta fornminne |
| Redslared 24:1               | Stensättning                |              | Redslared, Västergötland |       | 57.478435, 13.004010 | 10175200240001 | Ladda upp en bild av detta fornminne |
| Höga rör (Redslared 25:1)    | Stensättning                |              | Redslared, Västergötland |       | 57.480302, 12.997447 | 10175200250001 | Ladda upp en bild av detta fornminne |
| Redslared 26:1               | Stensättning                |              | Redslared, Västergötland |       | 57.480697, 12.997343 | 10175200260001 | Ladda upp en bild av detta fornminne |
| Redslared 26:2               | Röse                        |              | Redslared, Västergötland |       | 57.480723, 12.997092 | 10175200260002 | Ladda upp en bild av detta fornminne |
| Redslared 31:1               | Stensättning                |              | Redslared, Västergötland |       | 57.490015, 12.992238 | 10175200310001 | Ladda upp en bild av detta fornminne |
| Redslared 31:2               | Stensättning                |              | Redslared, Västergötland |       | 57.490015, 12.991837 | 10175200310002 | Ladda upp en bild av detta fornminne |
| Redslared 32:1               | Röse                        |              | Redslared, Västergötland |       | 57.477550, 12.999262 | 10175200320001 | Ladda upp en bild av detta fornminne |
| Redslared 34:1               | Stensättning                |              | Redslared, Västergötland |       | 57.478726, 13.000871 | 10175200340001 | Ladda upp en bild av detta fornminne |
| Redslared 36:1               | Stensättning                |              | Redslared, Västergötland |       | 57.485291, 13.006821 | 10175200360001 | Ladda upp en bild av detta fornminne |
| Redslared 37:1               | Stensättning                |              | Redslared, Västergötland |       | 57.486245, 13.003481 | 10175200370001 | Ladda upp en bild av detta fornminne |
| Redslared 38:1               | Stensättning                |              | Redslared, Västergötland |       | 57.469916, 12.993632 | 10175200380001 | Ladda upp en bild av detta fornminne |
| Redslared 49:1               | Stensättning                |              | Redslared, Västergötland |       | 57.477444, 12.949498 | 10175200490001 | Ladda upp en bild av detta fornminne |
| Redslared 50:1               | Stensättning                |              | Redslared, Västergötland |       | 57.477901, 12.949828 | 10175200500001 | Ladda upp en bild av detta fornminne |
| Redslared 56:1               | Stensättning                |              | Redslared, Västergötland |       | 57.500822, 12.921850 | 10175200560001 | Ladda upp en bild av detta fornminne |
| Redslared 56:2               | Stensättning                |              | Redslared, Västergötland |       | 57.500712, 12.921375 | 10175200560002 | Ladda upp en bild av detta fornminne |
| Redslared 59:1               | Stensättning                |              | Redslared, Västergötland |       | 57.498986, 12.948143 | 10175200590001 | Ladda upp en bild av detta fornminne |
| Redslared 61:1               | Stensättning                |              | Redslared, Västergötland |       | 57.492704, 12.954814 | 10175200610001 | Ladda upp en bild av detta fornminne |
| Redslared 62:1               | Stensättning                |              | Redslared, Västergötland |       | 57.507820, 12.954786 | 10175200620001 | Ladda upp en bild av detta fornminne |
| Redslared 63:1               | Röse                        |              | Redslared, Västergötland |       | 57.502999, 12.942724 | 10175200630001 | Ladda upp en bild av detta fornminne |
| Redslared 63:2               | Stensättning                |              | Redslared, Västergötland |       | 57.502906, 12.942614 | 10175200630002 | Ladda upp en bild av detta fornminne |
| Redslared 64:1               | Stensättning                |              | Redslared, Västergötland |       | 57.503448, 12.943505 | 10175200640001 | Ladda upp en bild av detta fornminne |
| Redslared 64:2               | Stensättning                |              | Redslared, Västergötland |       | 57.503288, 12.943935 | 10175200640002 | Ladda upp en bild av detta fornminne |
| Redslared 66:1               | Stensättning                |              | Redslared, Västergötland |       | 57.505327, 12.938660 | 10175200660001 | Ladda upp en bild av detta fornminne |
| Redslared 68:1               | Stensättning                |              | Redslared, Västergötland |       | 57.508254, 12.937836 | 10175200680001 | Ladda upp en bild av detta fornminne |
| Redslared 75:1               | Stensättning                |              | Redslared, Västergötland |       | 57.509620, 12.932948 | 10175200750001 | Ladda upp en bild av detta fornminne |
| Redslared 75:2               | Stensättning                |              | Redslared, Västergötland |       | 57.509713, 12.933108 | 10175200750002 | Ladda upp en bild av detta fornminne |
| Redslared 82:1               | Stensättning                |              | Redslared, Västergötland |       | 57.505154, 12.959027 | 10175200820001 | Ladda upp en bild av detta fornminne |
| Redslared 84:1               | Stensättning                |              | Redslared, Västergötland |       | 57.497654, 13.013202 | 10175200840001 | Ladda upp en bild av detta fornminne |
| Redslared 86:1               | Stensättning                |              | Redslared, Västergötland |       | 57.505865, 12.941621 | 10175200860001 | Ladda upp en bild av detta fornminne |
| Redslared 88:1               | Stensättning                |              | Redslared, Västergötland |       | 57.498643, 13.000796 | 10175200880001 | Ladda upp en bild av detta fornminne |
| Redslared 89:1               | Röse                        |              | Redslared, Västergötland |       | 57.492229, 12.981113 | 10175200890001 | Ladda upp en bild av detta fornminne |
| Kaffekullen (Redslared 97:1) | Stensättning                |              | Redslared, Västergötland |       | 57.492043, 12.974405 | 10175200970001 | Ladda upp en bild av detta fornminne |
| Redslared 98:1               | Stensättning                |              | Redslared, Västergötland |       | 57.506382, 12.958526 | 10175200980001 | Ladda upp en bild av detta fornminne |
| Redslared 100:1              | Stenkrets                   |              | Redslared, Västergötland |       | 57.453143, 12.967104 | 10175201000001 | Ladda upp en bild av detta fornminne |
| Redslared 100:2              | Röse                        |              | Redslared, Västergötland |       | 57.453224, 12.967248 | 10175201000002 | Ladda upp en bild av detta fornminne |
| Redslared 100:4              | Stenkrets                   |              | Redslared, Västergötland |       | 57.453101, 12.966480 | 10175201000004 | Ladda upp en bild av detta fornminne |
| Redslared 100:5              | Stenkrets                   |              | Redslared, Västergötland |       | 57.453186, 12.966631 | 10175201000005 | Ladda upp en bild av detta fornminne |

## Revesjö
| Namn         | Lämningstyp    | Tillkomsttid | Historisk indelning    | Plats | Läge                 | ID-nr          | Bild                                 |
| ------------ | -------------- | ------------ | ---------------------- | ----- | -------------------- | -------------- | ------------------------------------ |
| Revesjö 1:1  | Röse           |              | Revesjö, Västergötland |       | 57.457764, 13.082879 | 10175400010001 | Ladda upp en bild av detta fornminne |
| Revesjö 2:2  | Röse           |              | Revesjö, Västergötland |       | 57.458276, 13.086332 | 10175400020002 | Ladda upp en bild av detta fornminne |
| Revesjö 2:3  | Stensättning   |              | Revesjö, Västergötland |       | 57.458330, 13.086002 | 10175400020003 | Ladda upp en bild av detta fornminne |
| Revesjö 3:1  | Röse           |              | Revesjö, Västergötland |       | 57.460701, 13.075986 | 10175400030001 | Ladda upp en bild av detta fornminne |
| Revesjö 4:1  | Röse           |              | Revesjö, Västergötland |       | 57.461797, 13.076045 | 10175400040001 | Ladda upp en bild av detta fornminne |
| Revesjö 5:1  | Röse           |              | Revesjö, Västergötland |       | 57.463685, 13.071255 | 10175400050001 | Ladda upp en bild av detta fornminne |
| Revesjö 6:1  | Röse           |              | Revesjö, Västergötland |       | 57.464285, 13.069175 | 10175400060001 | Ladda upp en bild av detta fornminne |
| Revesjö 7:1  | Röse           |              | Revesjö, Västergötland |       | 57.458897, 13.065076 | 10175400070001 | Ladda upp en bild av detta fornminne |
| Revesjö 8:3  | Röse           |              | Revesjö, Västergötland |       | 57.459332, 13.083454 | 10175400080003 | Ladda upp en bild av detta fornminne |
| Revesjö 9:1  | Stensättning   |              | Revesjö, Västergötland |       | 57.457617, 13.084170 | 10175400090001 | Ladda upp en bild av detta fornminne |
| Revesjö 9:2  | Röse           |              | Revesjö, Västergötland |       | 57.457333, 13.083902 | 10175400090002 | Ladda upp en bild av detta fornminne |
| Revesjö 11:1 | Stenkrets      |              | Revesjö, Västergötland |       | 57.433042, 13.092263 | 10175400110001 | Ladda upp en bild av detta fornminne |
| Revesjö 11:2 | Stensättning   |              | Revesjö, Västergötland |       | 57.433278, 13.092096 | 10175400110002 | Ladda upp en bild av detta fornminne |
| Revesjö 11:3 | Stensättning   |              | Revesjö, Västergötland |       | 57.433354, 13.092307 | 10175400110003 | Ladda upp en bild av detta fornminne |
| Revesjö 11:4 | Stensättning   |              | Revesjö, Västergötland |       | 57.433192, 13.092177 | 10175400110004 | Ladda upp en bild av detta fornminne |
| Revesjö 16:1 | Röse           |              | Revesjö, Västergötland |       | 57.413798, 13.085690 | 10175400160001 | Ladda upp en bild av detta fornminne |
| Revesjö 17:1 | Stensättning   |              | Revesjö, Västergötland |       | 57.415811, 13.089809 | 10175400170001 | Ladda upp en bild av detta fornminne |
| Revesjö 18:1 | Stensättning   |              | Revesjö, Västergötland |       | 57.417281, 13.088402 | 10175400180001 | Ladda upp en bild av detta fornminne |
| Revesjö 20:1 | Stenkrets      |              | Revesjö, Västergötland |       | 57.414125, 13.097898 | 10175400200001 | Ladda upp en bild av detta fornminne |
| Revesjö 20:2 | Stenkrets      |              | Revesjö, Västergötland |       | 57.414023, 13.097828 | 10175400200002 | Ladda upp en bild av detta fornminne |
| Revesjö 21:1 | Röse           |              | Revesjö, Västergötland |       | 57.417866, 13.066358 | 10175400210001 | Ladda upp en bild av detta fornminne |
| Revesjö 21:2 | Röse           |              | Revesjö, Västergötland |       | 57.417381, 13.066687 | 10175400210002 | Ladda upp en bild av detta fornminne |
| Revesjö 22:1 | Röse           |              | Revesjö, Västergötland |       | 57.418828, 13.067810 | 10175400220001 | Ladda upp en bild av detta fornminne |
| Revesjö 24:1 | Röse           |              | Revesjö, Västergötland |       | 57.456218, 13.081401 | 10175400240001 | Ladda upp en bild av detta fornminne |
| Revesjö 24:2 | Röse           |              | Revesjö, Västergötland |       | 57.456238, 13.081093 | 10175400240002 | Ladda upp en bild av detta fornminne |
| Revesjö 24:3 | Stensättning   |              | Revesjö, Västergötland |       | 57.456142, 13.081658 | 10175400240003 | Ladda upp en bild av detta fornminne |
| Revesjö 27:1 | Stenkammargrav |              | Revesjö, Västergötland |       | 57.444506, 13.060453 | 10175400270001 | Ladda upp en bild av detta fornminne |
| Revesjö 28:1 | Röse           |              | Revesjö, Västergötland |       | 57.417116, 13.081350 | 10175400280001 | Ladda upp en bild av detta fornminne |
| Revesjö 28:2 | Röse           |              | Revesjö, Västergötland |       | 57.416993, 13.081239 | 10175400280002 | Ladda upp en bild av detta fornminne |
| Revesjö 29:1 | Stensättning   |              | Revesjö, Västergötland |       | 57.415933, 13.082925 | 10175400290001 | Ladda upp en bild av detta fornminne |
| Revesjö 29:2 | Stensättning   |              | Revesjö, Västergötland |       | 57.415875, 13.082712 | 10175400290002 | Ladda upp en bild av detta fornminne |
| Revesjö 31:1 | Stensättning   |              | Revesjö, Västergötland |       | 57.456907, 13.102387 | 10175400310001 | Ladda upp en bild av detta fornminne |
| Revesjö 33:1 | Stensättning   |              | Revesjö, Västergötland |       | 57.449480, 13.094818 | 10175400330001 | Ladda upp en bild av detta fornminne |
| Revesjö 34:1 | Stensättning   |              | Revesjö, Västergötland |       | 57.450144, 13.096658 | 10175400340001 | Ladda upp en bild av detta fornminne |
| Revesjö 34:2 | Stensättning   |              | Revesjö, Västergötland |       | 57.450056, 13.097141 | 10175400340002 | Ladda upp en bild av detta fornminne |
| Revesjö 35:1 | Stensättning   |              | Revesjö, Västergötland |       | 57.456325, 13.085936 | 10175400350001 | Ladda upp en bild av detta fornminne |
| Revesjö 38:1 | Stensättning   |              | Revesjö, Västergötland |       | 57.461617, 13.090200 | 10175400380001 | Ladda upp en bild av detta fornminne |
| Revesjö 39:2 | Röse           |              | Revesjö, Västergötland |       | 57.462142, 13.088797 | 10175400390002 | Ladda upp en bild av detta fornminne |
| Revesjö 40:1 | Stensättning   |              | Revesjö, Västergötland |       | 57.457505, 13.069225 | 10175400400001 | Ladda upp en bild av detta fornminne |
| Revesjö 40:2 | Stensättning   |              | Revesjö, Västergötland |       | 57.457723, 13.069472 | 10175400400002 | Ladda upp en bild av detta fornminne |
| Revesjö 41:1 | Röse           |              | Revesjö, Västergötland |       | 57.460161, 13.068163 | 10175400410001 | Ladda upp en bild av detta fornminne |
| Revesjö 42:1 | Stensättning   |              | Revesjö, Västergötland |       | 57.457206, 13.067258 | 10175400420001 | Ladda upp en bild av detta fornminne |
| Revesjö 44:1 | Stenkrets      |              | Revesjö, Västergötland |       | 57.433807, 13.092558 | 10175400440001 | Ladda upp en bild av detta fornminne |
| Revesjö 49:1 | Stensättning   |              | Revesjö, Västergötland |       | 57.423557, 13.085967 | 10175400490001 | Ladda upp en bild av detta fornminne |
| Revesjö 50:1 | Röse           |              | Revesjö, Västergötland |       | 57.423715, 13.078973 | 10175400500001 | Ladda upp en bild av detta fornminne |
| Revesjö 51:1 | Röse           |              | Revesjö, Västergötland |       | 57.423264, 13.092317 | 10175400510001 | Ladda upp en bild av detta fornminne |
| Revesjö 53:1 | Stensättning   |              | Revesjö, Västergötland |       | 57.427902, 13.091912 | 10175400530001 | Ladda upp en bild av detta fornminne |
| Revesjö 53:2 | Stensättning   |              | Revesjö, Västergötland |       | 57.427745, 13.091912 | 10175400530002 | Ladda upp en bild av detta fornminne |
| Revesjö 53:3 | Stensättning   |              | Revesjö, Västergötland |       | 57.428060, 13.091889 | 10175400530003 | Ladda upp en bild av detta fornminne |
| Revesjö 54:1 | Stensättning   |              | Revesjö, Västergötland |       | 57.417099, 13.087518 | 10175400540001 | Ladda upp en bild av detta fornminne |
| Revesjö 59:1 | Stensättning   |              | Revesjö, Västergötland |       | 57.417973, 13.070936 | 10175400590001 | Ladda upp en bild av detta fornminne |
| Revesjö 59:2 | Stensättning   |              | Revesjö, Västergötland |       | 57.417847, 13.070721 | 10175400590002 | Ladda upp en bild av detta fornminne |
| Revesjö 60:1 | Stensättning   |              | Revesjö, Västergötland |       | 57.416919, 13.076012 | 10175400600001 | Ladda upp en bild av detta fornminne |
| Revesjö 61:1 | Stensättning   |              | Revesjö, Västergötland |       | 57.427365, 13.072520 | 10175400610001 | Ladda upp en bild av detta fornminne |
| Revesjö 62:1 | Röse           |              | Revesjö, Västergötland |       | 57.421108, 13.046732 | 10175400620001 | Ladda upp en bild av detta fornminne |
| Revesjö 63:1 | Stensättning   |              | Revesjö, Västergötland |       | 57.420519, 13.058956 | 10175400630001 | Ladda upp en bild av detta fornminne |
| Revesjö 67:1 | Stensättning   |              | Revesjö, Västergötland |       | 57.451824, 13.066045 | 10175400670001 | Ladda upp en bild av detta fornminne |
| Revesjö 70:1 | Röse           |              | Revesjö, Västergötland |       | 57.441358, 13.028498 | 10175400700001 | Ladda upp en bild av detta fornminne |
| Revesjö 73:1 | Stensättning   |              | Revesjö, Västergötland |       | 57.461401, 13.042558 | 10175400730001 | Ladda upp en bild av detta fornminne |
| Revesjö 94:1 | Röse           |              | Revesjö, Västergötland |       | 57.422533, 13.037734 | 10175400940001 | Ladda upp en bild av detta fornminne |
| Revesjö 99:1 | Hällristning   |              | Revesjö, Västergötland |       | 57.454236, 13.080823 | 10175400990001 | Ladda upp en bild av detta fornminne |

## Roasjö
| Namn                   | Lämningstyp  | Tillkomsttid | Historisk indelning   | Plats | Läge                 | ID-nr          | Bild                                 |
| ---------------------- | ------------ | ------------ | --------------------- | ----- | -------------------- | -------------- | ------------------------------------ |
| Roasjö 2:1             | Stensättning |              | Roasjö, Västergötland |       | 57.492042, 12.888424 | 10175500020001 | Ladda upp en bild av detta fornminne |
| Roasjö 3:1             | Röse         |              | Roasjö, Västergötland |       | 57.497728, 12.900721 | 10175500030001 | Ladda upp en bild av detta fornminne |
| Roasjö 4:1             | Stensättning |              | Roasjö, Västergötland |       | 57.500800, 12.898112 | 10175500040001 | Ladda upp en bild av detta fornminne |
| Roasjö 4:2             | Stensättning |              | Roasjö, Västergötland |       | 57.500809, 12.897744 | 10175500040002 | Ladda upp en bild av detta fornminne |
| Roasjö 5:1             | Stensättning |              | Roasjö, Västergötland |       | 57.500037, 12.900363 | 10175500050001 | Ladda upp en bild av detta fornminne |
| Roasjö 6:1             | Röse         |              | Roasjö, Västergötland |       | 57.498638, 12.901580 | 10175500060001 | Ladda upp en bild av detta fornminne |
| Roasjö 8:1             | Röse         |              | Roasjö, Västergötland |       | 57.498642, 12.890178 | 10175500080001 | Ladda upp en bild av detta fornminne |
| Roasjö 9:1             | Röse         |              | Roasjö, Västergötland |       | 57.500848, 12.904970 | 10175500090001 | Ladda upp en bild av detta fornminne |
| Roasjö 9:2             | Röse         |              | Roasjö, Västergötland |       | 57.500854, 12.905220 | 10175500090002 | Ladda upp en bild av detta fornminne |
| Roasjö 10:1            | Stensättning |              | Roasjö, Västergötland |       | 57.503670, 12.899427 | 10175500100001 | Ladda upp en bild av detta fornminne |
| Roasjö 20:1            | Stensättning |              | Roasjö, Västergötland |       | 57.535258, 12.965873 | 10175500200001 | Ladda upp en bild av detta fornminne |
| Roasjö 20:2            | Röse         |              | Roasjö, Västergötland |       | 57.535128, 12.965936 | 10175500200002 | Ladda upp en bild av detta fornminne |
| Höga rör (Roasjö 31:1) | Röse         |              | Roasjö, Västergötland |       | 57.542625, 12.972946 | 10175500310001 | Ladda upp en bild av detta fornminne |
| Höga rör (Roasjö 31:2) | Röse         |              | Roasjö, Västergötland |       | 57.542622, 12.973314 | 10175500310002 | Ladda upp en bild av detta fornminne |
| Roasjö 33:1            | Stensättning |              | Roasjö, Västergötland |       | 57.542971, 12.972213 | 10175500330001 | Ladda upp en bild av detta fornminne |
| Roasjö 34:1            | Stensättning |              | Roasjö, Västergötland |       | 57.543312, 12.973032 | 10175500340001 | Ladda upp en bild av detta fornminne |
| Roasjö 35:1            | Gravfält     |              | Roasjö, Västergötland |       | 57.543789, 12.973334 | 10175500350001 | Ladda upp en bild av detta fornminne |
| Roasjö 36:1            | Gravfält     |              | Roasjö, Västergötland |       | 57.545006, 12.974843 | 10175500360001 | Ladda upp en bild av detta fornminne |
| Roasjö 37:1            | Gravfält     |              | Roasjö, Västergötland |       | 57.547057, 12.978782 | 10175500370001 | Ladda upp en bild av detta fornminne |
| Roasjö 41:1            | Röse         |              | Roasjö, Västergötland |       | 57.551756, 12.993577 | 10175500410001 | Ladda upp en bild av detta fornminne |
| Roasjö 45:1            | Stensättning |              | Roasjö, Västergötland |       | 57.532161, 12.972719 | 10175500450001 | Ladda upp en bild av detta fornminne |
| Roasjö 54:1            | Stensättning |              | Roasjö, Västergötland |       | 57.500294, 12.895016 | 10175500540001 | Ladda upp en bild av detta fornminne |
| Roasjö 54:2            | Stenkrets    |              | Roasjö, Västergötland |       | 57.500354, 12.894877 | 10175500540002 | Ladda upp en bild av detta fornminne |
| Roasjö 55:1            | Stensättning |              | Roasjö, Västergötland |       | 57.498764, 12.891537 | 10175500550001 | Ladda upp en bild av detta fornminne |
| Roasjö 56:1            | Stensättning |              | Roasjö, Västergötland |       | 57.501717, 12.899272 | 10175500560001 | Ladda upp en bild av detta fornminne |
| Roasjö 58:1            | Stensättning |              | Roasjö, Västergötland |       | 57.500054, 12.905920 | 10175500580001 | Ladda upp en bild av detta fornminne |
| Roasjö 58:2            | Stensättning |              | Roasjö, Västergötland |       | 57.500170, 12.905911 | 10175500580002 | Ladda upp en bild av detta fornminne |
| Roasjö 59:1            | Röse         |              | Roasjö, Västergötland |       | 57.501139, 12.905864 | 10175500590001 | Ladda upp en bild av detta fornminne |
| Roasjö 60:1            | Röse         |              | Roasjö, Västergötland |       | 57.500563, 12.911020 | 10175500600001 | Ladda upp en bild av detta fornminne |
| Roasjö 61:1            | Röse         |              | Roasjö, Västergötland |       | 57.501762, 12.913475 | 10175500610001 | Ladda upp en bild av detta fornminne |
| Roasjö 62:1            | Stensättning |              | Roasjö, Västergötland |       | 57.503833, 12.902085 | 10175500620001 | Ladda upp en bild av detta fornminne |
| Roasjö 63:1            | Stensättning |              | Roasjö, Västergötland |       | 57.503958, 12.901323 | 10175500630001 | Ladda upp en bild av detta fornminne |
| Roasjö 64:1            | Röse         |              | Roasjö, Västergötland |       | 57.500571, 12.914375 | 10175500640001 | Ladda upp en bild av detta fornminne |
| Roasjö 73:1            | Stensättning |              | Roasjö, Västergötland |       | 57.534813, 12.938577 | 10175500730001 | Ladda upp en bild av detta fornminne |
| Roasjö 74:1            | Stensättning |              | Roasjö, Västergötland |       | 57.521108, 12.946397 | 10175500740001 | Ladda upp en bild av detta fornminne |
| Roasjö 76:1            | Stensättning |              | Roasjö, Västergötland |       | 57.536721, 12.956264 | 10175500760001 | Ladda upp en bild av detta fornminne |
| Roasjö 79:1            | Stensättning |              | Roasjö, Västergötland |       | 57.524729, 12.951220 | 10175500790001 | Ladda upp en bild av detta fornminne |

## Sexdrega
| Namn                       | Lämningstyp                 | Tillkomsttid | Historisk indelning     | Plats | Läge                 | ID-nr          | Bild                                 |
| -------------------------- | --------------------------- | ------------ | ----------------------- | ----- | -------------------- | -------------- | ------------------------------------ |
| Sexdrega 1:1               | Stensättning                |              | Sexdrega, Västergötland |       | 57.567985, 13.121793 | 10176500010001 | Ladda upp en bild av detta fornminne |
| Sexdrega 2:1               | Grav markerad av sten/block |              | Sexdrega, Västergötland |       | 57.576160, 13.121923 | 10176500020001 | Ladda upp en bild av detta fornminne |
| Sexdrega 3:1               | Röse                        |              | Sexdrega, Västergötland |       | 57.568091, 13.129183 | 10176500030001 | Ladda upp en bild av detta fornminne |
| Sexdrega 5:1               | Gravfält                    |              | Sexdrega, Västergötland |       | 57.566856, 13.129623 | 10176500050001 | Ladda upp en bild av detta fornminne |
| Sexdrega 6:1               | Gravfält                    |              | Sexdrega, Västergötland |       | 57.602977, 13.111721 | 10176500060001 | Ladda upp en bild av detta fornminne |
| Sexdrega 7:1               | Gravfält                    |              | Sexdrega, Västergötland |       | 57.603246, 13.114012 | 10176500070001 | Ladda upp en bild av detta fornminne |
| Sexdrega 10:1              | Stenkammargrav              |              | Sexdrega, Västergötland |       | 57.573228, 13.116950 | 10176500100001 | Ladda upp en bild av detta fornminne |
| Sexdrega 11:1              | Stensättning                |              | Sexdrega, Västergötland |       | 57.564676, 13.126237 | 10176500110001 | Ladda upp en bild av detta fornminne |
| Sexdrega 11:2              | Stensättning                |              | Sexdrega, Västergötland |       | 57.564592, 13.125745 | 10176500110002 | Ladda upp en bild av detta fornminne |
| Sexdrega 11:3              | Röse                        |              | Sexdrega, Västergötland |       | 57.564483, 13.125457 | 10176500110003 | Ladda upp en bild av detta fornminne |
| Sexdrega 12:1              | Stensättning                |              | Sexdrega, Västergötland |       | 57.573183, 13.121190 | 10176500120001 | Ladda upp en bild av detta fornminne |
| Sexdrega 14:1              | Stensättning                |              | Sexdrega, Västergötland |       | 57.582268, 13.122730 | 10176500140001 | Ladda upp en bild av detta fornminne |
| Sexdrega 17:1              | Stensättning                |              | Sexdrega, Västergötland |       | 57.596279, 13.112081 | 10176500170001 | Ladda upp en bild av detta fornminne |
| Sexdrega 18:1              | Stensättning                |              | Sexdrega, Västergötland |       | 57.588802, 13.111813 | 10176500180001 | Ladda upp en bild av detta fornminne |
| Sexdrega 19:1              | Stensättning                |              | Sexdrega, Västergötland |       | 57.589082, 13.110852 | 10176500190001 | Ladda upp en bild av detta fornminne |
| Sexdrega 20:1              | Stensättning                |              | Sexdrega, Västergötland |       | 57.589669, 13.112148 | 10176500200001 | Ladda upp en bild av detta fornminne |
| Borgaråsen (Sexdrega 24:1) | Gravfält                    |              | Sexdrega, Västergötland |       | 57.592862, 13.066489 | 10176500240001 | Ladda upp en bild av detta fornminne |
| Sexdrega 26:1              | Röse                        |              | Sexdrega, Västergötland |       | 57.607823, 13.117386 | 10176500260001 | Ladda upp en bild av detta fornminne |
| Sexdrega 27:1              | Röse                        |              | Sexdrega, Västergötland |       | 57.607417, 13.116357 | 10176500270001 | Ladda upp en bild av detta fornminne |
| Sexdrega 28:1              | Gravfält                    |              | Sexdrega, Västergötland |       | 57.613489, 13.122403 | 10176500280001 | Ladda upp en bild av detta fornminne |
| Sexdrega 29:1              | Stensättning                |              | Sexdrega, Västergötland |       | 57.599960, 13.128464 | 10176500290001 | Ladda upp en bild av detta fornminne |
| Sexdrega 30:1              | Stenkrets                   |              | Sexdrega, Västergötland |       | 57.600771, 13.130703 | 10176500300001 | Ladda upp en bild av detta fornminne |
| Sexdrega 32:1              | Röse                        |              | Sexdrega, Västergötland |       | 57.522714, 13.071278 | 10176500320001 | Ladda upp en bild av detta fornminne |
| Sexdrega 33:1              | Gravfält                    |              | Sexdrega, Västergötland |       | 57.528701, 13.074257 | 10176500330001 | Ladda upp en bild av detta fornminne |
| Galgbacken (Sexdrega 34:1) | Stensättning                |              | Sexdrega, Västergötland |       | 57.531438, 13.071483 | 10176500340001 | Ladda upp en bild av detta fornminne |
| Galgbacken (Sexdrega 34:2) | Stenkrets                   |              | Sexdrega, Västergötland |       | 57.531304, 13.071411 | 10176500340002 | Ladda upp en bild av detta fornminne |
| Sexdrega 35:1              | Stenkrets                   |              | Sexdrega, Västergötland |       | 57.551335, 13.105761 | 10176500350001 | Ladda upp en bild av detta fornminne |
| Sexdrega 35:2              | Stenkrets                   |              | Sexdrega, Västergötland |       | 57.551224, 13.105861 | 10176500350002 | Ladda upp en bild av detta fornminne |
| Sexdrega 40:1              | Stensättning                |              | Sexdrega, Västergötland |       | 57.525918, 13.075190 | 10176500400001 | Ladda upp en bild av detta fornminne |
| Sexdrega 40:2              | Stensättning                |              | Sexdrega, Västergötland |       | 57.526089, 13.075538 | 10176500400002 | Ladda upp en bild av detta fornminne |
| Sexdrega 40:3              | Stensättning                |              | Sexdrega, Västergötland |       | 57.525912, 13.075588 | 10176500400003 | Ladda upp en bild av detta fornminne |
| Sexdrega 41:1              | Gravfält                    |              | Sexdrega, Västergötland |       | 57.527589, 13.013814 | 10176500410001 | Ladda upp en bild av detta fornminne |
| Sexdrega 42:1              | Stenkrets                   |              | Sexdrega, Västergötland |       | 57.535774, 13.031830 | 10176500420001 | Ladda upp en bild av detta fornminne |
| Sexdrega 50:1              | Röse                        |              | Sexdrega, Västergötland |       | 57.550982, 13.118928 | 10176500500001 | Ladda upp en bild av detta fornminne |
| Sexdrega 50:2              | Stenkrets                   |              | Sexdrega, Västergötland |       | 57.550979, 13.118730 | 10176500500002 | Ladda upp en bild av detta fornminne |
| Sexdrega 54:1              | Röse                        |              | Sexdrega, Västergötland |       | 57.618483, 13.106209 | 10176500540001 | Ladda upp en bild av detta fornminne |
| Sexdrega 55:1              | Stensättning                |              | Sexdrega, Västergötland |       | 57.618964, 13.107661 | 10176500550001 | Ladda upp en bild av detta fornminne |
| Sexdrega 55:2              | Stensättning                |              | Sexdrega, Västergötland |       | 57.618854, 13.107834 | 10176500550002 | Ladda upp en bild av detta fornminne |
| Sexdrega 82:1              | Stensättning                |              | Sexdrega, Västergötland |       | 57.560550, 13.115224 | 10176500820001 | Ladda upp en bild av detta fornminne |
| Sexdrega 103:1             | Stensättning                |              | Sexdrega, Västergötland |       | 57.548804, 13.103126 | 10176501030001 | Ladda upp en bild av detta fornminne |
| Sexdrega 112:1             | Stensättning                |              | Sexdrega, Västergötland |       | 57.550813, 13.104531 | 10176501120001 | Ladda upp en bild av detta fornminne |
| Sexdrega 116:1             | Röse                        |              | Sexdrega, Västergötland |       | 57.599961, 13.115637 | 10176501160001 | Ladda upp en bild av detta fornminne |
| Sexdrega 116:2             | Stensättning                |              | Sexdrega, Västergötland |       | 57.599970, 13.116359 | 10176501160002 | Ladda upp en bild av detta fornminne |
| Sexdrega 117:1             | Stensättning                |              | Sexdrega, Västergötland |       | 57.598078, 13.113910 | 10176501170001 | Ladda upp en bild av detta fornminne |
| Sexdrega 133:1             | Stensättning                |              | Sexdrega, Västergötland |       | 57.593267, 13.166260 | 10176501330001 | Ladda upp en bild av detta fornminne |
| Sexdrega 145:1             | Stensättning                |              | Sexdrega, Västergötland |       | 57.547097, 13.112764 | 10176501450001 | Ladda upp en bild av detta fornminne |
| Sexdrega 147:1             | Stensättning                |              | Sexdrega, Västergötland |       | 57.611873, 13.120515 | 10176501470001 | Ladda upp en bild av detta fornminne |
| Sexdrega 148:1             | Stensättning                |              | Sexdrega, Västergötland |       | 57.608891, 13.119083 | 10176501480001 | Ladda upp en bild av detta fornminne |
| Sexdrega 148:2             | Stensättning                |              | Sexdrega, Västergötland |       | 57.608727, 13.118516 | 10176501480002 | Ladda upp en bild av detta fornminne |
| Sexdrega 153:1             | Stensättning                |              | Sexdrega, Västergötland |       | 57.567168, 13.131258 | 10176501530001 | Ladda upp en bild av detta fornminne |
| Sexdrega 153:2             | Grav markerad av sten/block |              | Sexdrega, Västergötland |       | 57.567200, 13.131180 | 10176501530002 | Ladda upp en bild av detta fornminne |
| Sexdrega 155:1             | Stensättning                |              | Sexdrega, Västergötland |       | 57.566137, 13.129148 | 10176501550001 | Ladda upp en bild av detta fornminne |
| Sexdrega 162               | Stensättning                |              | Sexdrega, Västergötland |       | 57.613116, 13.123116 | 12000000082986 | Ladda upp en bild av detta fornminne |

## Svenljunga
| Namn                        | Lämningstyp  | Tillkomsttid | Historisk indelning       | Plats | Läge                 | ID-nr          | Bild                                      |
| --------------------------- | ------------ | ------------ | ------------------------- | ----- | -------------------- | -------------- | ----------------------------------------- |
| Svenljunga 1:1              | Runristning  |              | Svenljunga, Västergötland |       | 57.505965, 13.128399 | 10178400010001 | Ladda upp en till bild av detta fornminne |
| Svenljunga 2:1              | Gravfält     |              | Svenljunga, Västergötland |       | 57.503703, 13.126032 | 10178400020001 | Ladda upp en bild av detta fornminne      |
| Svenljunga 5:2              | Runristning  |              | Svenljunga, Västergötland |       | 57.497502, 13.113489 | 10178400050002 | Ladda upp en bild av detta fornminne      |
| Svenljunga 9:1              | Stensättning |              | Svenljunga, Västergötland |       | 57.497659, 13.103901 | 10178400090001 | Ladda upp en bild av detta fornminne      |
| Svenljunga 9:2              | Stensättning |              | Svenljunga, Västergötland |       | 57.497519, 13.104136 | 10178400090002 | Ladda upp en bild av detta fornminne      |
| Svenljunga 9:3              | Stensättning |              | Svenljunga, Västergötland |       | 57.497693, 13.103608 | 10178400090003 | Ladda upp en bild av detta fornminne      |
| Svenljunga 10:1             | Röse         |              | Svenljunga, Västergötland |       | 57.497827, 13.096844 | 10178400100001 | Ladda upp en bild av detta fornminne      |
| Svenljunga 11:1             | Stensättning |              | Svenljunga, Västergötland |       | 57.496560, 13.095516 | 10178400110001 | Ladda upp en bild av detta fornminne      |
| Svenljunga 12:1             | Stenkrets    |              | Svenljunga, Västergötland |       | 57.498494, 13.091700 | 10178400120001 | Ladda upp en bild av detta fornminne      |
| Svenljunga 12:2             | Stenkrets    |              | Svenljunga, Västergötland |       | 57.498601, 13.091653 | 10178400120002 | Ladda upp en bild av detta fornminne      |
| Svenljunga 14:1             | Stensättning |              | Svenljunga, Västergötland |       | 57.500375, 13.090562 | 10178400140001 | Ladda upp en bild av detta fornminne      |
| Svenljunga 15:1             | Röse         |              | Svenljunga, Västergötland |       | 57.495155, 13.092558 | 10178400150001 | Ladda upp en bild av detta fornminne      |
| Svenljunga 17:1             | Stensättning |              | Svenljunga, Västergötland |       | 57.494150, 13.091221 | 10178400170001 | Ladda upp en bild av detta fornminne      |
| Svenljunga 18:1             | Stensättning |              | Svenljunga, Västergötland |       | 57.495725, 13.090521 | 10178400180001 | Ladda upp en bild av detta fornminne      |
| Svenljunga 19:1             | Stensättning |              | Svenljunga, Västergötland |       | 57.497121, 13.081441 | 10178400190001 | Ladda upp en bild av detta fornminne      |
| Svenljunga 20:1             | Stensättning |              | Svenljunga, Västergötland |       | 57.496297, 13.075451 | 10178400200001 | Ladda upp en bild av detta fornminne      |
| Svenljunga 24:1             | Gravfält     |              | Svenljunga, Västergötland |       | 57.497311, 13.091448 | 10178400240001 | Ladda upp en bild av detta fornminne      |
| Svenljunga 25:1             | Stensättning |              | Svenljunga, Västergötland |       | 57.506727, 13.136567 | 10178400250001 | Ladda upp en bild av detta fornminne      |
| Svenljunga 25:2             | Stensättning |              | Svenljunga, Västergötland |       | 57.506756, 13.136292 | 10178400250002 | Ladda upp en bild av detta fornminne      |
| Svenljunga 26:1             | Stensättning |              | Svenljunga, Västergötland |       | 57.473117, 13.165622 | 10178400260001 | Ladda upp en bild av detta fornminne      |
| Svenljunga 27:1             | Stensättning |              | Svenljunga, Västergötland |       | 57.483678, 13.094234 | 10178400270001 | Ladda upp en bild av detta fornminne      |
| Svenljunga 28:1             | Röse         |              | Svenljunga, Västergötland |       | 57.489483, 13.087907 | 10178400280001 | Ladda upp en bild av detta fornminne      |
| Viseby (Svenljunga 29:1)    | Stensättning |              | Svenljunga, Västergötland |       | 57.493124, 13.092507 | 10178400290001 | Ladda upp en bild av detta fornminne      |
| Svenljunga 30:1             | Stensättning |              | Svenljunga, Västergötland |       | 57.473221, 13.113821 | 10178400300001 | Ladda upp en bild av detta fornminne      |
| Svenljunga 30:2             | Hällristning |              | Svenljunga, Västergötland |       | 57.473292, 13.113553 | 10178400300002 | Ladda upp en bild av detta fornminne      |
| Svenljunga 31:1             | Röse         |              | Svenljunga, Västergötland |       | 57.475134, 13.122024 | 10178400310001 | Ladda upp en bild av detta fornminne      |
| Svenljunga 31:2             | Stensättning |              | Svenljunga, Västergötland |       | 57.475032, 13.122413 | 10178400310002 | Ladda upp en bild av detta fornminne      |
| Svenljunga 32:1             | Stensättning |              | Svenljunga, Västergötland |       | 57.475383, 13.125159 | 10178400320001 | Ladda upp en bild av detta fornminne      |
| Svenljunga 33:1             | Stensättning |              | Svenljunga, Västergötland |       | 57.491735, 13.094629 | 10178400330001 | Ladda upp en bild av detta fornminne      |
| Kungsstol (Svenljunga 34:1) | Stensättning |              | Svenljunga, Västergötland |       | 57.466169, 13.104833 | 10178400340001 | Ladda upp en bild av detta fornminne      |
| Svenljunga 35:1             | Gravfält     |              | Svenljunga, Västergötland |       | 57.457326, 13.131527 | 10178400350001 | Ladda upp en bild av detta fornminne      |
| Svenljunga 36:1             | Röse         |              | Svenljunga, Västergötland |       | 57.459539, 13.136209 | 10178400360001 | Ladda upp en bild av detta fornminne      |
| Svenljunga 37:1             | Röse         |              | Svenljunga, Västergötland |       | 57.462725, 13.138079 | 10178400370001 | Ladda upp en bild av detta fornminne      |
| Svenljunga 38:1             | Stensättning |              | Svenljunga, Västergötland |       | 57.493356, 13.073333 | 10178400380001 | Ladda upp en bild av detta fornminne      |
| Svenljunga 40:1             | Röse         |              | Svenljunga, Västergötland |       | 57.486112, 13.055671 | 10178400400001 | Ladda upp en bild av detta fornminne      |
| Svenljunga 41:1             | Stensättning |              | Svenljunga, Västergötland |       | 57.484349, 13.058306 | 10178400410001 | Ladda upp en bild av detta fornminne      |
| Svenljunga 42:1             | Stensättning |              | Svenljunga, Västergötland |       | 57.483228, 13.059429 | 10178400420001 | Ladda upp en bild av detta fornminne      |
| Svenljunga 43:1             | Röse         |              | Svenljunga, Västergötland |       | 57.481655, 13.058782 | 10178400430001 | Ladda upp en bild av detta fornminne      |
| Svenljunga 43:2             | Stensättning |              | Svenljunga, Västergötland |       | 57.482068, 13.058492 | 10178400430002 | Ladda upp en bild av detta fornminne      |
| Svenljunga 44:1             | Stensättning |              | Svenljunga, Västergötland |       | 57.481971, 13.053473 | 10178400440001 | Ladda upp en bild av detta fornminne      |
| Svenljunga 45:1             | Röse         |              | Svenljunga, Västergötland |       | 57.480347, 13.057385 | 10178400450001 | Ladda upp en bild av detta fornminne      |
| Svenljunga 49:1             | Stensättning |              | Svenljunga, Västergötland |       | 57.463176, 13.156505 | 10178400490001 | Ladda upp en bild av detta fornminne      |
| Svenljunga 50:1             | Stensättning |              | Svenljunga, Västergötland |       | 57.461746, 13.147859 | 10178400500001 | Ladda upp en bild av detta fornminne      |
| Svenljunga 54:1             | Stensättning |              | Svenljunga, Västergötland |       | 57.497213, 13.092375 | 10178400540001 | Ladda upp en bild av detta fornminne      |
| Svenljunga 54:2             | Stensättning |              | Svenljunga, Västergötland |       | 57.497523, 13.092515 | 10178400540002 | Ladda upp en bild av detta fornminne      |
| Svenljunga 55:1             | Stensättning |              | Svenljunga, Västergötland |       | 57.495601, 13.091783 | 10178400550001 | Ladda upp en bild av detta fornminne      |
| Svenljunga 55:2             | Stensättning |              | Svenljunga, Västergötland |       | 57.495512, 13.091819 | 10178400550002 | Ladda upp en bild av detta fornminne      |
| Svenljunga 56:1             | Stensättning |              | Svenljunga, Västergötland |       | 57.478582, 13.021537 | 10178400560001 | Ladda upp en bild av detta fornminne      |
| Svenljunga 58:1             | Stensättning |              | Svenljunga, Västergötland |       | 57.475964, 13.033399 | 10178400580001 | Ladda upp en bild av detta fornminne      |
| Svenljunga 67:1             | Stensättning |              | Svenljunga, Västergötland |       | 57.496190, 13.079761 | 10178400670001 | Ladda upp en bild av detta fornminne      |
| Svenljunga 79:1             | Stensättning |              | Svenljunga, Västergötland |       | 57.483456, 13.080737 | 10178400790001 | Ladda upp en bild av detta fornminne      |
| Svenljunga 79:2             | Stensättning |              | Svenljunga, Västergötland |       | 57.483430, 13.081009 | 10178400790002 | Ladda upp en bild av detta fornminne      |
| Svenljunga 80:1             | Stensättning |              | Svenljunga, Västergötland |       | 57.485042, 13.082131 | 10178400800001 | Ladda upp en bild av detta fornminne      |
| Svenljunga 80:2             | Stensättning |              | Svenljunga, Västergötland |       | 57.484936, 13.082025 | 10178400800002 | Ladda upp en bild av detta fornminne      |
| Svenljunga 82:1             | Stensättning |              | Svenljunga, Västergötland |       | 57.490884, 13.090063 | 10178400820001 | Ladda upp en bild av detta fornminne      |
| Svenljunga 85:1             | Stensättning |              | Svenljunga, Västergötland |       | 57.503647, 13.101184 | 10178400850001 | Ladda upp en bild av detta fornminne      |
| Svenljunga 89:1             | Stensättning |              | Svenljunga, Västergötland |       | 57.504078, 13.127422 | 10178400890001 | Ladda upp en bild av detta fornminne      |
| Svenljunga 94:1             | Stensättning |              | Svenljunga, Västergötland |       | 57.475710, 13.163870 | 10178400940001 | Ladda upp en bild av detta fornminne      |
| Svenljunga 97:1             | Stensättning |              | Svenljunga, Västergötland |       | 57.473941, 13.158262 | 10178400970001 | Ladda upp en bild av detta fornminne      |
| Svenljunga 103:1            | Stensättning |              | Svenljunga, Västergötland |       | 57.492115, 13.095830 | 10178401030001 | Ladda upp en bild av detta fornminne      |
| Svenljunga 107:1            | Stensättning |              | Svenljunga, Västergötland |       | 57.465372, 13.112009 | 10178401070001 | Ladda upp en bild av detta fornminne      |
| Svenljunga 107:2            | Stensättning |              | Svenljunga, Västergötland |       | 57.465301, 13.112204 | 10178401070002 | Ladda upp en bild av detta fornminne      |
| Svenljunga 107:6            | Stensättning |              | Svenljunga, Västergötland |       | 57.465176, 13.112334 | 10178401070006 | Ladda upp en bild av detta fornminne      |

## Ullasjö
| Namn         | Lämningstyp                      | Tillkomsttid | Historisk indelning    | Plats | Läge                 | ID-nr          | Bild                                 |
| ------------ | -------------------------------- | ------------ | ---------------------- | ----- | -------------------- | -------------- | ------------------------------------ |
| Ullasjö 1:1  | Stensättning                     |              | Ullasjö, Västergötland |       | 57.523639, 13.270742 | 10181100010001 | Ladda upp en bild av detta fornminne |
| Ullasjö 1:2  | Röse                             |              | Ullasjö, Västergötland |       | 57.523556, 13.269969 | 10181100010002 | Ladda upp en bild av detta fornminne |
| Ullasjö 2:1  | Stensättning                     |              | Ullasjö, Västergötland |       | 57.506584, 13.230129 | 10181100020001 | Ladda upp en bild av detta fornminne |
| Ullasjö 3:1  | Stensättning                     |              | Ullasjö, Västergötland |       | 57.531556, 13.208505 | 10181100030001 | Ladda upp en bild av detta fornminne |
| Ullasjö 3:2  | Stensättning                     |              | Ullasjö, Västergötland |       | 57.531466, 13.208231 | 10181100030002 | Ladda upp en bild av detta fornminne |
| Ullasjö 3:3  | Stensättning                     |              | Ullasjö, Västergötland |       | 57.531369, 13.208037 | 10181100030003 | Ladda upp en bild av detta fornminne |
| Ullasjö 3:4  | Stensättning                     |              | Ullasjö, Västergötland |       | 57.531821, 13.208549 | 10181100030004 | Ladda upp en bild av detta fornminne |
| Ullasjö 7:1  | Röse                             |              | Ullasjö, Västergötland |       | 57.509690, 13.146180 | 10181100070001 | Ladda upp en bild av detta fornminne |
| Ullasjö 7:2  | Stensättning                     |              | Ullasjö, Västergötland |       | 57.509813, 13.146373 | 10181100070002 | Ladda upp en bild av detta fornminne |
| Ullasjö 8:1  | Röse                             |              | Ullasjö, Västergötland |       | 57.509262, 13.147320 | 10181100080001 | Ladda upp en bild av detta fornminne |
| Ullasjö 9:1  | Röse                             |              | Ullasjö, Västergötland |       | 57.508333, 13.143656 | 10181100090001 | Ladda upp en bild av detta fornminne |
| Ullasjö 10:1 | Stensättning                     |              | Ullasjö, Västergötland |       | 57.507791, 13.144690 | 10181100100001 | Ladda upp en bild av detta fornminne |
| Ullasjö 11:1 | Stensättning                     |              | Ullasjö, Västergötland |       | 57.515040, 13.158203 | 10181100110001 | Ladda upp en bild av detta fornminne |
| Ullasjö 13:1 | Gravfält                         |              | Ullasjö, Västergötland |       | 57.527604, 13.137511 | 10181100130001 | Ladda upp en bild av detta fornminne |
| Ullasjö 14:1 | Stensättning                     |              | Ullasjö, Västergötland |       | 57.528449, 13.141859 | 10181100140001 | Ladda upp en bild av detta fornminne |
| Ullasjö 15:1 | Stenkrets                        |              | Ullasjö, Västergötland |       | 57.525655, 13.144114 | 10181100150001 | Ladda upp en bild av detta fornminne |
| Ullasjö 15:2 | Grav markerad av sten/block      |              | Ullasjö, Västergötland |       | 57.525643, 13.144135 | 10181100150002 | Ladda upp en bild av detta fornminne |
| Ullasjö 17:1 | Stenkrets                        |              | Ullasjö, Västergötland |       | 57.506089, 13.119632 | 10181100170001 | Ladda upp en bild av detta fornminne |
| Ullasjö 21:1 | Röse                             |              | Ullasjö, Västergötland |       | 57.531379, 13.100272 | 10181100210001 | Ladda upp en bild av detta fornminne |
| Ullasjö 22:1 | Stenkrets                        |              | Ullasjö, Västergötland |       | 57.540235, 13.124807 | 10181100220001 | Ladda upp en bild av detta fornminne |
| Ullasjö 22:2 | Stenkrets                        |              | Ullasjö, Västergötland |       | 57.540220, 13.124597 | 10181100220002 | Ladda upp en bild av detta fornminne |
| Ullasjö 22:3 | Stenkrets                        |              | Ullasjö, Västergötland |       | 57.540104, 13.124625 | 10181100220003 | Ladda upp en bild av detta fornminne |
| Ullasjö 22:4 | Stenkrets                        |              | Ullasjö, Västergötland |       | 57.540332, 13.124510 | 10181100220004 | Ladda upp en bild av detta fornminne |
| Ullasjö 26:1 | Kyrka/kapell                     |              | Ullasjö, Västergötland |       | 57.518211, 13.129823 | 10181100260001 | Ladda upp en bild av detta fornminne |
| Ullasjö 28:1 | Hög                              |              | Ullasjö, Västergötland |       | 57.508838, 13.128731 | 10181100280001 | Ladda upp en bild av detta fornminne |
| Ullasjö 28:2 | Stensättning                     |              | Ullasjö, Västergötland |       | 57.508469, 13.129158 | 10181100280002 | Ladda upp en bild av detta fornminne |
| Ullasjö 30:1 | Husgrund, förhistorisk/medeltida |              | Ullasjö, Västergötland |       | 57.531957, 13.196529 | 10181100300001 | Ladda upp en bild av detta fornminne |
| Ullasjö 30:2 | Husgrund, förhistorisk/medeltida |              | Ullasjö, Västergötland |       | 57.532043, 13.196796 | 10181100300002 | Ladda upp en bild av detta fornminne |
| Ullasjö 48:1 | Stensättning                     |              | Ullasjö, Västergötland |       | 57.507924, 13.179221 | 10181100480001 | Ladda upp en bild av detta fornminne |
| Ullasjö 86:1 | Stensättning                     |              | Ullasjö, Västergötland |       | 57.505925, 13.233754 | 10181100860001 | Ladda upp en bild av detta fornminne |
| Ullasjö 93:1 | Röse                             |              | Ullasjö, Västergötland |       | 57.472065, 13.187557 | 10181100930001 | Ladda upp en bild av detta fornminne |
| Ullasjö 98   | Begravningsplats                 |              | Ullasjö, Västergötland |       | 57.518090, 13.129863 | 12000000080702 | Ladda upp en bild av detta fornminne |

## Örsås
| Namn                      | Lämningstyp                 | Tillkomsttid | Historisk indelning  | Plats | Läge                 | ID-nr          | Bild                                 |
| ------------------------- | --------------------------- | ------------ | -------------------- | ----- | -------------------- | -------------- | ------------------------------------ |
| Örsås 4:1                 | Röse                        |              | Örsås, Västergötland |       | 57.401292, 13.072292 | 10183900040001 | Ladda upp en bild av detta fornminne |
| Örsås 4:2                 | Stensättning                |              | Örsås, Västergötland |       | 57.401281, 13.072000 | 10183900040002 | Ladda upp en bild av detta fornminne |
| Örsås 4:3                 | Stensättning                |              | Örsås, Västergötland |       | 57.401542, 13.072512 | 10183900040003 | Ladda upp en bild av detta fornminne |
| Örsås 5:1                 | Gravfält                    |              | Örsås, Västergötland |       | 57.390873, 13.064696 | 10183900050001 | Ladda upp en bild av detta fornminne |
| Örsås 7:1                 | Stensättning                |              | Örsås, Västergötland |       | 57.394355, 13.070981 | 10183900070001 | Ladda upp en bild av detta fornminne |
| Örsås 7:2                 | Stenkrets                   |              | Örsås, Västergötland |       | 57.394287, 13.070812 | 10183900070002 | Ladda upp en bild av detta fornminne |
| Örsås 8:1                 | Röse                        |              | Örsås, Västergötland |       | 57.394372, 13.071985 | 10183900080001 | Ladda upp en bild av detta fornminne |
| Örsås 9:1                 | Grav markerad av sten/block |              | Örsås, Västergötland |       | 57.395478, 13.073274 | 10183900090001 | Ladda upp en bild av detta fornminne |
| Örsås 10:1                | Gravfält                    |              | Örsås, Västergötland |       | 57.396190, 13.074419 | 10183900100001 | Ladda upp en bild av detta fornminne |
| Örsås 11:1                | Röse                        |              | Örsås, Västergötland |       | 57.407130, 13.069960 | 10183900110001 | Ladda upp en bild av detta fornminne |
| Örsås 12:1                | Stensättning                |              | Örsås, Västergötland |       | 57.409024, 13.081459 | 10183900120001 | Ladda upp en bild av detta fornminne |
| Örsås 13:1                | Stensättning                |              | Örsås, Västergötland |       | 57.439669, 13.121585 | 10183900130001 | Ladda upp en bild av detta fornminne |
| Örsås 15:1                | Stensättning                |              | Örsås, Västergötland |       | 57.442957, 13.119756 | 10183900150001 | Ladda upp en bild av detta fornminne |
| Örsås 16:1                | Röse                        |              | Örsås, Västergötland |       | 57.437955, 13.123807 | 10183900160001 | Ladda upp en bild av detta fornminne |
| Örsås 17:1                | Röse                        |              | Örsås, Västergötland |       | 57.435993, 13.119264 | 10183900170001 | Ladda upp en bild av detta fornminne |
| Örsås 17:2                | Röse                        |              | Örsås, Västergötland |       | 57.435738, 13.118932 | 10183900170002 | Ladda upp en bild av detta fornminne |
| Örsås 18:1                | Röse                        |              | Örsås, Västergötland |       | 57.436326, 13.124410 | 10183900180001 | Ladda upp en bild av detta fornminne |
| Örsås 18:2                | Röse                        |              | Örsås, Västergötland |       | 57.436514, 13.124576 | 10183900180002 | Ladda upp en bild av detta fornminne |
| Örsås 20:1                | Stensättning                |              | Örsås, Västergötland |       | 57.430479, 13.130584 | 10183900200001 | Ladda upp en bild av detta fornminne |
| Örsås 20:2                | Stensättning                |              | Örsås, Västergötland |       | 57.430640, 13.130868 | 10183900200002 | Ladda upp en bild av detta fornminne |
| Örsås 21:1                | Stenkrets                   |              | Örsås, Västergötland |       | 57.419398, 13.115895 | 10183900210001 | Ladda upp en bild av detta fornminne |
| Örsås 21:2                | Stenkrets                   |              | Örsås, Västergötland |       | 57.419375, 13.115640 | 10183900210002 | Ladda upp en bild av detta fornminne |
| Örsås 22:1                | Röse                        |              | Örsås, Västergötland |       | 57.418387, 13.110408 | 10183900220001 | Ladda upp en bild av detta fornminne |
| Örsås 23:1                | Röse                        |              | Örsås, Västergötland |       | 57.417837, 13.103960 | 10183900230001 | Ladda upp en bild av detta fornminne |
| Örsås 24:1                | Stensättning                |              | Örsås, Västergötland |       | 57.410018, 13.102991 | 10183900240001 | Ladda upp en bild av detta fornminne |
| Örsås 26:1                | Stenkrets                   |              | Örsås, Västergötland |       | 57.385119, 13.081157 | 10183900260001 | Ladda upp en bild av detta fornminne |
| Örsås 31:1                | Röse                        |              | Örsås, Västergötland |       | 57.378751, 13.072196 | 10183900310001 | Ladda upp en bild av detta fornminne |
| Örsås 31:2                | Stensättning                |              | Örsås, Västergötland |       | 57.378632, 13.072157 | 10183900310002 | Ladda upp en bild av detta fornminne |
| Örsås 32:1                | Röse                        |              | Örsås, Västergötland |       | 57.440533, 13.144786 | 10183900320001 | Ladda upp en bild av detta fornminne |
| Örsås 32:2                | Stensättning                |              | Örsås, Västergötland |       | 57.440541, 13.145019 | 10183900320002 | Ladda upp en bild av detta fornminne |
| Örsås 33:1                | Stensättning                |              | Örsås, Västergötland |       | 57.444906, 13.152157 | 10183900330001 | Ladda upp en bild av detta fornminne |
| Örsås 33:2                | Stensättning                |              | Örsås, Västergötland |       | 57.444636, 13.152013 | 10183900330002 | Ladda upp en bild av detta fornminne |
| Örsås 34:1                | Röse                        |              | Örsås, Västergötland |       | 57.445112, 13.153092 | 10183900340001 | Ladda upp en bild av detta fornminne |
| Örsås 35:1                | Hällristning                |              | Örsås, Västergötland |       | 57.445279, 13.155233 | 10183900350001 | Ladda upp en bild av detta fornminne |
| Örsås 37:1                | Röse                        |              | Örsås, Västergötland |       | 57.447933, 13.158793 | 10183900370001 | Ladda upp en bild av detta fornminne |
| Örsås 38:1                | Stensättning                |              | Örsås, Västergötland |       | 57.448255, 13.161765 | 10183900380001 | Ladda upp en bild av detta fornminne |
| Odens flisor (Örsås 39:1) | Grav markerad av sten/block |              | Örsås, Västergötland |       | 57.449205, 13.174392 | 10183900390001 | Ladda upp en bild av detta fornminne |
| Odens flisor (Örsås 39:2) | Grav markerad av sten/block |              | Örsås, Västergötland |       | 57.449129, 13.174327 | 10183900390002 | Ladda upp en bild av detta fornminne |
| Örsås 41:1                | Röse                        |              | Örsås, Västergötland |       | 57.451829, 13.168886 | 10183900410001 | Ladda upp en bild av detta fornminne |
| Örsås 43:1                | Stenkammargrav              |              | Örsås, Västergötland |       | 57.449939, 13.161269 | 10183900430001 | Ladda upp en bild av detta fornminne |
| Örsås 44:1                | Stensättning                |              | Örsås, Västergötland |       | 57.448168, 13.170915 | 10183900440001 | Ladda upp en bild av detta fornminne |
| Örsås 45:1                | Röse                        |              | Örsås, Västergötland |       | 57.443746, 13.161673 | 10183900450001 | Ladda upp en bild av detta fornminne |
| Örsås 46:1                | Gravfält                    |              | Örsås, Västergötland |       | 57.443198, 13.159646 | 10183900460001 | Ladda upp en bild av detta fornminne |
| Örsås 47:1                | Röse                        |              | Örsås, Västergötland |       | 57.443807, 13.164810 | 10183900470001 | Ladda upp en bild av detta fornminne |
| Örsås 47:2                | Stensättning                |              | Örsås, Västergötland |       | 57.444119, 13.164575 | 10183900470002 | Ladda upp en bild av detta fornminne |
| Örsås 48:1                | Röse                        |              | Örsås, Västergötland |       | 57.444640, 13.168128 | 10183900480001 | Ladda upp en bild av detta fornminne |
| Örsås 48:2                | Stensättning                |              | Örsås, Västergötland |       | 57.444591, 13.168334 | 10183900480002 | Ladda upp en bild av detta fornminne |
| Örsås 50:1                | Röse                        |              | Örsås, Västergötland |       | 57.449127, 13.174852 | 10183900500001 | Ladda upp en bild av detta fornminne |
| Örsås 51:1                | Röse                        |              | Örsås, Västergötland |       | 57.449098, 13.170367 | 10183900510001 | Ladda upp en bild av detta fornminne |
| Örsås 53:1                | Stenkrets                   |              | Örsås, Västergötland |       | 57.464718, 13.199946 | 10183900530001 | Ladda upp en bild av detta fornminne |
| Örsås 53:2                | Stenkrets                   |              | Örsås, Västergötland |       | 57.464715, 13.200129 | 10183900530002 | Ladda upp en bild av detta fornminne |
| Örsås 55:1                | Stenkrets                   |              | Örsås, Västergötland |       | 57.465954, 13.172017 | 10183900550001 | Ladda upp en bild av detta fornminne |
| Örsås 55:2                | Stenkrets                   |              | Örsås, Västergötland |       | 57.465957, 13.171837 | 10183900550002 | Ladda upp en bild av detta fornminne |
| Örsås 55:5                | Stensättning                |              | Örsås, Västergötland |       | 57.466242, 13.171648 | 10183900550005 | Ladda upp en bild av detta fornminne |
| Jättastenen (Örsås 56:1)  | Hällristning                |              | Örsås, Västergötland |       | 57.441171, 13.159653 | 10183900560001 | Ladda upp en bild av detta fornminne |
| Örsås 59:1                | Gravfält                    |              | Örsås, Västergötland |       | 57.464325, 13.197769 | 10183900590001 | Ladda upp en bild av detta fornminne |
| Örsås 60:1                | Stensättning                |              | Örsås, Västergötland |       | 57.399749, 13.207463 | 10183900600001 | Ladda upp en bild av detta fornminne |
| Örsås 61:1                | Stensättning                |              | Örsås, Västergötland |       | 57.425511, 13.215658 | 10183900610001 | Ladda upp en bild av detta fornminne |
| Örsås 61:2                | Stensättning                |              | Örsås, Västergötland |       | 57.425495, 13.215905 | 10183900610002 | Ladda upp en bild av detta fornminne |
| Örsås 62:1                | Stensättning                |              | Örsås, Västergötland |       | 57.425541, 13.210032 | 10183900620001 | Ladda upp en bild av detta fornminne |
| Örsås 64:1                | Hällristning                |              | Örsås, Västergötland |       | 57.434507, 13.145755 | 10183900640001 | Ladda upp en bild av detta fornminne |
| Örsås 66:1                | Röse                        |              | Örsås, Västergötland |       | 57.420116, 13.114504 | 10183900660001 | Ladda upp en bild av detta fornminne |
| Ramundarör (Örsås 67:1)   | Röse                        |              | Örsås, Västergötland |       | 57.447566, 13.166923 | 10183900670001 | Ladda upp en bild av detta fornminne |
| Örsås 69:1                | Stenkrets                   |              | Örsås, Västergötland |       | 57.362506, 13.186103 | 10183900690001 | Ladda upp en bild av detta fornminne |
| Örsås 69:2                | Grav markerad av sten/block |              | Örsås, Västergötland |       | 57.362496, 13.186092 | 10183900690002 | Ladda upp en bild av detta fornminne |
| Örsås 69:3                | Stenkrets                   |              | Örsås, Västergötland |       | 57.362480, 13.186155 | 10183900690003 | Ladda upp en bild av detta fornminne |
| Örsås 69:4                | Grav markerad av sten/block |              | Örsås, Västergötland |       | 57.362494, 13.186142 | 10183900690004 | Ladda upp en bild av detta fornminne |
| Örsås 70:1                | Stenkrets                   |              | Örsås, Västergötland |       | 57.362292, 13.215159 | 10183900700001 | Ladda upp en bild av detta fornminne |
| Örsås 98:1                | Röse                        |              | Örsås, Västergötland |       | 57.444491, 13.166775 | 10183900980001 | Ladda upp en bild av detta fornminne |
| Örsås 102:1               | Röse                        |              | Örsås, Västergötland |       | 57.443542, 13.175581 | 10183901020001 | Ladda upp en bild av detta fornminne |
| Örsås 102:2               | Stensättning                |              | Örsås, Västergötland |       | 57.444037, 13.175961 | 10183901020002 | Ladda upp en bild av detta fornminne |
| Örsås 103:1               | Stensättning                |              | Örsås, Västergötland |       | 57.442490, 13.175246 | 10183901030001 | Ladda upp en bild av detta fornminne |
| Örsås 105:1               | Stensättning                |              | Örsås, Västergötland |       | 57.449392, 13.167838 | 10183901050001 | Ladda upp en bild av detta fornminne |
| Örsås 107:1               | Röse                        |              | Örsås, Västergötland |       | 57.444406, 13.144945 | 10183901070001 | Ladda upp en bild av detta fornminne |
| Örsås 110:1               | Röse                        |              | Örsås, Västergötland |       | 57.420378, 13.120671 | 10183901100001 | Ladda upp en bild av detta fornminne |
| Örsås 111:1               | Stensättning                |              | Örsås, Västergötland |       | 57.430601, 13.136614 | 10183901110001 | Ladda upp en bild av detta fornminne |
| Örsås 114:1               | Stensättning                |              | Örsås, Västergötland |       | 57.428071, 13.130515 | 10183901140001 | Ladda upp en bild av detta fornminne |
| Sandvadrör (Örsås 115:1)  | Röse                        |              | Örsås, Västergötland |       | 57.423852, 13.121244 | 10183901150001 | Ladda upp en bild av detta fornminne |
| Örsås 116:1               | Röse                        |              | Örsås, Västergötland |       | 57.418782, 13.102242 | 10183901160001 | Ladda upp en bild av detta fornminne |
| Lyckeröret (Örsås 123:1)  | Röse                        |              | Örsås, Västergötland |       | 57.417692, 13.117749 | 10183901230001 | Ladda upp en bild av detta fornminne |
| Örsås 126:1               | Röse                        |              | Örsås, Västergötland |       | 57.434260, 13.129312 | 10183901260001 | Ladda upp en bild av detta fornminne |
| Örsås 126:2               | Stensättning                |              | Örsås, Västergötland |       | 57.434369, 13.128965 | 10183901260002 | Ladda upp en bild av detta fornminne |
| Örsås 127:1               | Stensättning                |              | Örsås, Västergötland |       | 57.435303, 13.129773 | 10183901270001 | Ladda upp en bild av detta fornminne |
| Örsås 127:2               | Stensättning                |              | Örsås, Västergötland |       | 57.434975, 13.129786 | 10183901270002 | Ladda upp en bild av detta fornminne |
| Örsås 128:1               | Stensättning                |              | Örsås, Västergötland |       | 57.433321, 13.128985 | 10183901280001 | Ladda upp en bild av detta fornminne |
| Örsås 131:1               | Hög                         |              | Örsås, Västergötland |       | 57.445448, 13.096111 | 10183901310001 | Ladda upp en bild av detta fornminne |
| Örsås 131:2               | Hög                         |              | Örsås, Västergötland |       | 57.445539, 13.096308 | 10183901310002 | Ladda upp en bild av detta fornminne |
| Örsås 132:1               | Stensättning                |              | Örsås, Västergötland |       | 57.447357, 13.125147 | 10183901320001 | Ladda upp en bild av detta fornminne |
| Örsås 133:1               | Stensättning                |              | Örsås, Västergötland |       | 57.436394, 13.102341 | 10183901330001 | Ladda upp en bild av detta fornminne |
| Örsås 134:1               | Stensättning                |              | Örsås, Västergötland |       | 57.437753, 13.124911 | 10183901340001 | Ladda upp en bild av detta fornminne |
| Örsås 134:2               | Stensättning                |              | Örsås, Västergötland |       | 57.438132, 13.125240 | 10183901340002 | Ladda upp en bild av detta fornminne |
| Örsås 137:1               | Stensättning                |              | Örsås, Västergötland |       | 57.402827, 13.078301 | 10183901370001 | Ladda upp en bild av detta fornminne |
| Örsås 137:2               | Stensättning                |              | Örsås, Västergötland |       | 57.402753, 13.078472 | 10183901370002 | Ladda upp en bild av detta fornminne |
| Örsås 137:3               | Stensättning                |              | Örsås, Västergötland |       | 57.402596, 13.078635 | 10183901370003 | Ladda upp en bild av detta fornminne |
| Örsås 137:5               | Stensättning                |              | Örsås, Västergötland |       | 57.403334, 13.078464 | 10183901370005 | Ladda upp en bild av detta fornminne |
| Örsås 137:6               | Stensättning                |              | Örsås, Västergötland |       | 57.403480, 13.078575 | 10183901370006 | Ladda upp en bild av detta fornminne |
| Örsås 139:1               | Stensättning                |              | Örsås, Västergötland |       | 57.397603, 13.075510 | 10183901390001 | Ladda upp en bild av detta fornminne |
| Örsås 141:1               | Röse                        |              | Örsås, Västergötland |       | 57.400296, 13.077136 | 10183901410001 | Ladda upp en bild av detta fornminne |
| Örsås 143:1               | Stensättning                |              | Örsås, Västergötland |       | 57.393446, 13.050322 | 10183901430001 | Ladda upp en bild av detta fornminne |
| Örsås 144:1               | Röse                        |              | Örsås, Västergötland |       | 57.394520, 13.049960 | 10183901440001 | Ladda upp en bild av detta fornminne |
| Örsås 189:1               | Stensättning                |              | Örsås, Västergötland |       | 57.368166, 13.212028 | 10183901890001 | Ladda upp en bild av detta fornminne |
| Örsås 211:1               | Stensättning                |              | Örsås, Västergötland |       | 57.445463, 13.173516 | 10183902110001 | Ladda upp en bild av detta fornminne |
| Örsås 215:1               | Röse                        |              | Örsås, Västergötland |       | 57.391308, 13.066247 | 10183902150001 | Ladda upp en bild av detta fornminne |
| Örsås 224:1               | Stensättning                |              | Örsås, Västergötland |       | 57.443821, 13.116080 | 10183902240001 | Ladda upp en bild av detta fornminne |
| Örsås 289:1               | Stensättning                |              | Örsås, Västergötland |       | 57.440540, 13.170050 | 10183902890001 | Ladda upp en bild av detta fornminne |
| Örsås 290:1               | Stenkrets                   |              | Örsås, Västergötland |       | 57.441593, 13.169422 | 10183902900001 | Ladda upp en bild av detta fornminne |

## Östra Frölunda
| Namn                              | Lämningstyp                 | Tillkomsttid | Historisk indelning           | Plats | Läge                 | ID-nr          | Bild                                 |
| --------------------------------- | --------------------------- | ------------ | ----------------------------- | ----- | -------------------- | -------------- | ------------------------------------ |
| Östra Frölunda 3:1                | Stenkrets                   |              | Östra Frölunda, Västergötland |       | 57.295796, 13.007182 | 10184100030001 | Ladda upp en bild av detta fornminne |
| Östra Frölunda 3:2                | Stenkrets                   |              | Östra Frölunda, Västergötland |       | 57.295889, 13.007248 | 10184100030002 | Ladda upp en bild av detta fornminne |
| Östra Frölunda 4:1                | Grav markerad av sten/block |              | Östra Frölunda, Västergötland |       | 57.315795, 13.019644 | 10184100040001 | Ladda upp en bild av detta fornminne |
| Östra Frölunda 10:1               | Stenkrets                   |              | Östra Frölunda, Västergötland |       | 57.320859, 13.060463 | 10184100100001 | Ladda upp en bild av detta fornminne |
| Östra Frölunda 11:1               | Gravfält                    |              | Östra Frölunda, Västergötland |       | 57.314844, 13.061601 | 10184100110001 | Ladda upp en bild av detta fornminne |
| Östra Frölunda 12:1               | Stenkrets                   |              | Östra Frölunda, Västergötland |       | 57.314867, 13.062442 | 10184100120001 | Ladda upp en bild av detta fornminne |
| Östra Frölunda 14:1               | Röse                        |              | Östra Frölunda, Västergötland |       | 57.315060, 13.029865 | 10184100140001 | Ladda upp en bild av detta fornminne |
| Östra Frölunda 14:2               | Röse                        |              | Östra Frölunda, Västergötland |       | 57.315288, 13.030077 | 10184100140002 | Ladda upp en bild av detta fornminne |
| Östra Frölunda 19:1               | Röse                        |              | Östra Frölunda, Västergötland |       | 57.371404, 13.068660 | 10184100190001 | Ladda upp en bild av detta fornminne |
| Kinnaholm (Östra Frölunda 26:1)   | Borg                        |              | Östra Frölunda, Västergötland |       | 57.335068, 13.034633 | 10184100260001 | Ladda upp en bild av detta fornminne |
| Skansberget (Östra Frölunda 28:1) | Fästning/skans              |              | Östra Frölunda, Västergötland |       | 57.368565, 13.049768 | 10184100280001 | Ladda upp en bild av detta fornminne |
| Östra Frölunda 29:1               | Stenkammargrav              |              | Östra Frölunda, Västergötland |       | 57.368225, 13.051896 | 10184100290001 | Ladda upp en bild av detta fornminne |
| Östra Frölunda 33:1               | Röse                        |              | Östra Frölunda, Västergötland |       | 57.379756, 13.042007 | 10184100330001 | Ladda upp en bild av detta fornminne |
| Östra Frölunda 34:1               | Stensättning                |              | Östra Frölunda, Västergötland |       | 57.379365, 13.040921 | 10184100340001 | Ladda upp en bild av detta fornminne |
| Östra Frölunda 35:1               | Röse                        |              | Östra Frölunda, Västergötland |       | 57.378615, 13.043847 | 10184100350001 | Ladda upp en bild av detta fornminne |
| Östra Frölunda 36:1               | Stenkrets                   |              | Östra Frölunda, Västergötland |       | 57.383562, 13.065855 | 10184100360001 | Ladda upp en bild av detta fornminne |
| Östra Frölunda 36:2               | Stensättning                |              | Östra Frölunda, Västergötland |       | 57.383694, 13.065936 | 10184100360002 | Ladda upp en bild av detta fornminne |
| Östra Frölunda 37:1               | Stenkrets                   |              | Östra Frölunda, Västergötland |       | 57.378180, 13.067788 | 10184100370001 | Ladda upp en bild av detta fornminne |
| Östra Frölunda 38:1               | Stensättning                |              | Östra Frölunda, Västergötland |       | 57.386248, 13.059950 | 10184100380001 | Ladda upp en bild av detta fornminne |
| Östra Frölunda 39:1               | Röse                        |              | Östra Frölunda, Västergötland |       | 57.384316, 13.046033 | 10184100390001 | Ladda upp en bild av detta fornminne |
| Östra Frölunda 41:1               | Stensättning                |              | Östra Frölunda, Västergötland |       | 57.383225, 13.048366 | 10184100410001 | Ladda upp en bild av detta fornminne |
| Östra Frölunda 41:2               | Stensättning                |              | Östra Frölunda, Västergötland |       | 57.383179, 13.048213 | 10184100410002 | Ladda upp en bild av detta fornminne |
| Östra Frölunda 41:3               | Stensättning                |              | Östra Frölunda, Västergötland |       | 57.383075, 13.048050 | 10184100410003 | Ladda upp en bild av detta fornminne |
| Östra Frölunda 41:4               | Stensättning                |              | Östra Frölunda, Västergötland |       | 57.383080, 13.048299 | 10184100410004 | Ladda upp en bild av detta fornminne |
| Östra Frölunda 42:1               | Gravfält                    |              | Östra Frölunda, Västergötland |       | 57.293137, 13.064084 | 10184100420001 | Ladda upp en bild av detta fornminne |
| Östra Frölunda 43:1               | Röse                        |              | Östra Frölunda, Västergötland |       | 57.382048, 13.061127 | 10184100430001 | Ladda upp en bild av detta fornminne |
| Östra Frölunda 58:1               | Röse                        |              | Östra Frölunda, Västergötland |       | 57.318979, 13.012171 | 10184100580001 | Ladda upp en bild av detta fornminne |
| Östra Frölunda 58:2               | Stensättning                |              | Östra Frölunda, Västergötland |       | 57.318876, 13.012069 | 10184100580002 | Ladda upp en bild av detta fornminne |
| Östra Frölunda 58:3               | Röse                        |              | Östra Frölunda, Västergötland |       | 57.318686, 13.011811 | 10184100580003 | Ladda upp en bild av detta fornminne |
| Östra Frölunda 58:4               | Stensättning                |              | Östra Frölunda, Västergötland |       | 57.318574, 13.011716 | 10184100580004 | Ladda upp en bild av detta fornminne |
| Östra Frölunda 58:5               | Stensättning                |              | Östra Frölunda, Västergötland |       | 57.318358, 13.011782 | 10184100580005 | Ladda upp en bild av detta fornminne |
| Östra Frölunda 58:6               | Röse                        |              | Östra Frölunda, Västergötland |       | 57.318232, 13.011774 | 10184100580006 | Ladda upp en bild av detta fornminne |
| Östra Frölunda 59:1               | Stensättning                |              | Östra Frölunda, Västergötland |       | 57.317195, 13.011840 | 10184100590001 | Ladda upp en bild av detta fornminne |
| Östra Frölunda 59:2               | Stensättning                |              | Östra Frölunda, Västergötland |       | 57.316780, 13.011924 | 10184100590002 | Ladda upp en bild av detta fornminne |
| Östra Frölunda 60:1               | Stensättning                |              | Östra Frölunda, Västergötland |       | 57.315801, 13.011342 | 10184100600001 | Ladda upp en bild av detta fornminne |
| Östra Frölunda 70:1               | Minnesmärke                 |              | Östra Frölunda, Västergötland |       | 57.360549, 13.065809 | 10184100700001 | Ladda upp en bild av detta fornminne |
| Östra Frölunda 109:1              | Stensättning                |              | Östra Frölunda, Västergötland |       | 57.385989, 13.054621 | 10184101090001 | Ladda upp en bild av detta fornminne |
| Östra Frölunda 115:1              | Grav markerad av sten/block |              | Östra Frölunda, Västergötland |       | 57.360845, 13.078613 | 10184101150001 | Ladda upp en bild av detta fornminne |